# Val di Chiana
La Val di Chiana o Valdichiana, anticamente Valle del Clanis, è una valle di origine tettonica in cui si trovano il Lago di Chiusi e il Lago di Montepulciano e il cui fondovalle consta di importanti residui alluvionali e colmate dal secolo XI, collocata nell'Italia centrale tra le province di Arezzo e Siena, in Toscana, e tra quelle di Perugia e Terni, in Umbria.
Nel 2025 la Valdichiana ha avuto il titolo di Capitale Toscana della Cultura

## Geografia
(Johann Wolfgang von Goethe, Viaggio in Italia)

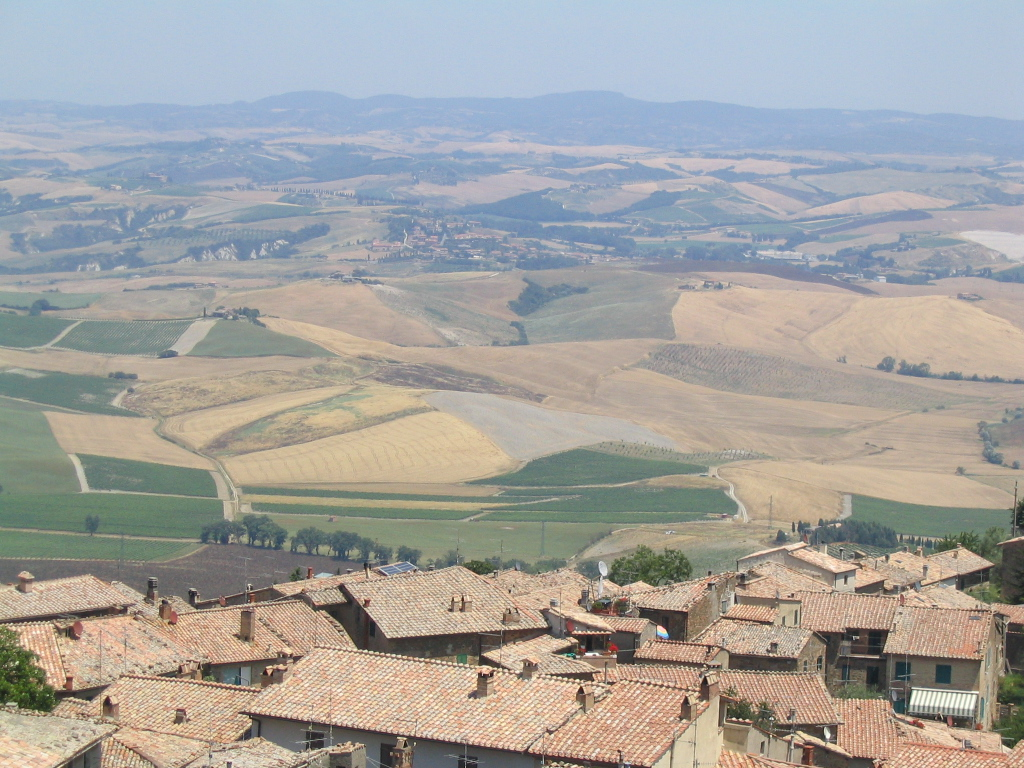
Vista della Val di Chiana senese da Montepulciano

La Val di Chiana si presenta come un solco vallivo lungo circa 104 km ed esteso per circa 2300 km². La valle si protende da nord verso sud tra Arezzo e Orvieto e ricomprende il bacino idrografico dell’Arno in cui scorre il Canale maestro della Chiana, principale corso d'acqua, e il bacino idrografico del Tevere caratterizzato dal fiume Chiani. L'origine del suo nome affonda le radici nell'antico fiume Clanis, considerato sacro dagli Etruschi, proveniente dal colle Clanis (oggi Chiani) a ovest di Arezzo e tributario del Tevere, a sud di Orvieto, dopo essersi unito al corpo idrico del fiume Paglia presso Ciconias, l'attuale Ciconia (Orvieto).
A nord-est è delimitata dalla fascia dei Preappennini toscani, tra cui svettano l'Alta Sant'Egidio (1.057 m), il monte Lignano (837 m) e il monte Corneta (744 m), essa pertanto confina, a oriente, con l'alta Val Tiberina. Sempre a est, al di sotto del confine con l'alta Val Tiberina, essa giunge in prossimità del Lago Trasimeno (tributario del Tevere tramite l'emissario di San Savino, immissario del torrente Caina, a sua volta immissario del fiume Nestore) e della Valle del Nestore, tributario del Tevere (il colle di Paciano divide le due valli). Pertanto, laddove le Val di Chiana rappresenta la parte più meridionale del Bacino Idrografico dell'Arno, essa confina con la Val Tiberina (Lago Trasimeno e Valle del Nestore). A ovest la Val di Chiana (sia quella tributaria del Arno, sia quella tributaria del Tevere) confina con il bacino idrografico dell'Ombrone (Val dl'Arbia e, più a sud, Val d'Orcia). A sud-ovest si estende fino ai promontori che la dividono dalla Val d'Orcia, tra cui il monte Cetona, ovverosia la vetta più alta della zona che raggiunge i 1.148 m e che divide la Val di Chiana meridionale dall'alta Val di Paglia e dalla Val d'Orcia (tra il Monte Amiata e il Monte Cetona, presso Radicofani, c'è il displuvio tra i due bacini idrografici, Ombrone e Tevere). A sud-ovest essa confina con la Valle del fiume Paglia, tributario del Tevere al pari della Val di Chiana meridionale o romana. Il paesaggio è prevalentemente collinare, con una lunga fascia pianeggiante in prossimità del Canale maestro della Chiana. L'altitudine media è di circa 405 m s.l.m. Il punto più alto del fondovalle (250 m. s.l.m.) si trova in località Bozze di Chiusi (o Mar Nero), presso l’Argine di Separazione del 1780 tra la Val di Chiana Toscana e la Val di Chiana Romana il quale divide altresì il bacino idrografico dell’Arno da quello del Tevere.

### Idrografia

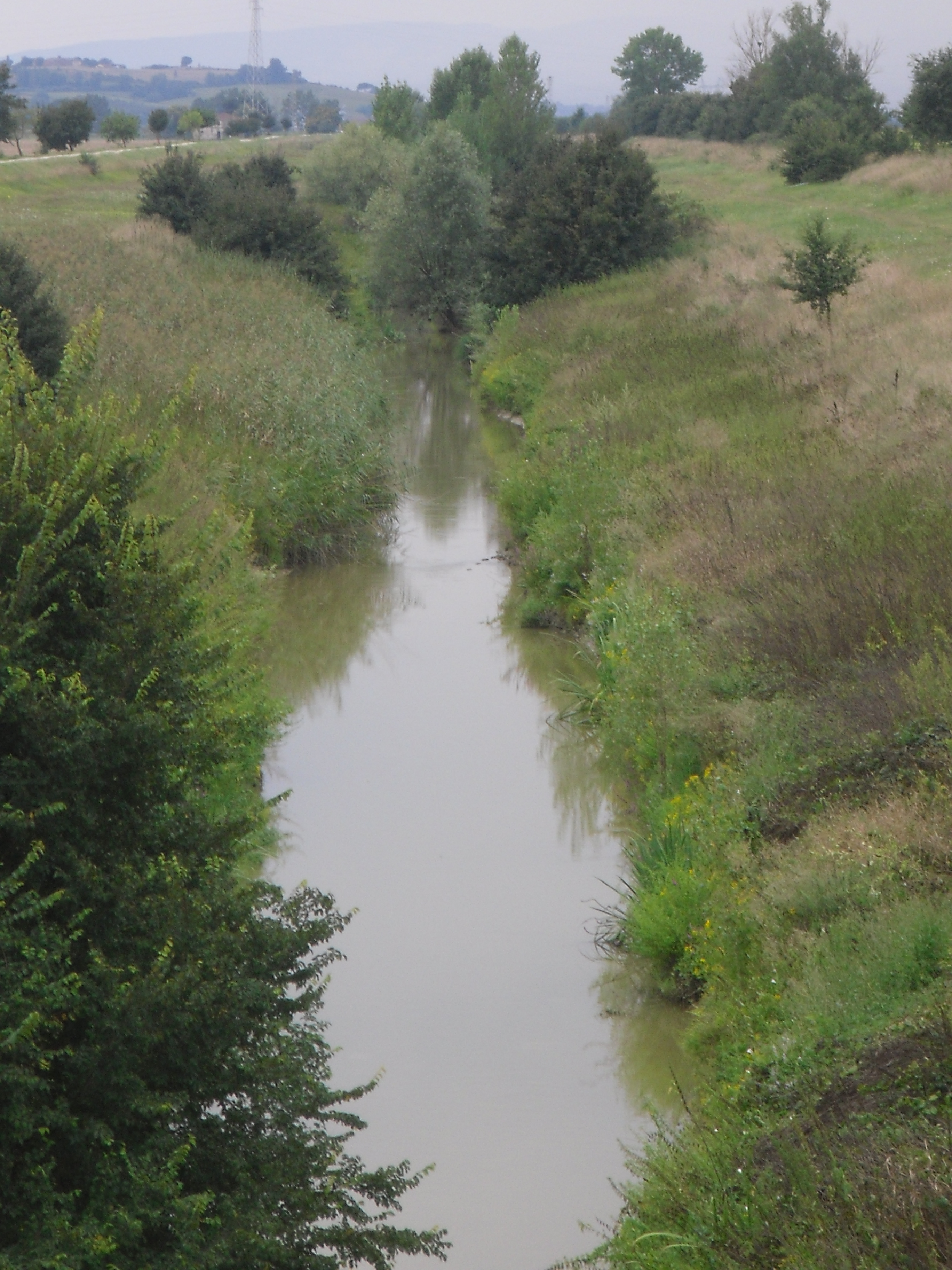
Il Canale maestro della Chiana nella zona delle Colmate di Brolio, nella Val di Chiana aretina

Anticamente solcata dal fiume Clanis [forse da Clarus (Chiaro), il Fiume Chiaro, come ancora oggi vengono chiamati i bacini dei laghi di Montepulciano e Chiusi (i Chiari), o forse di altra origine etimologica], il cui corpo idrico si univa a quello del Paglia, presso Ciconia (Orvieto), prima di immettersi nel Tevere, la Val di Chiana è oggi caratterizzata da due bacini idrografici, del Tevere e dell’Arno, il cui spartiacque corre lungo l’argine destro del torrente Montelungo e prosegue lungo l’Argine di Separazione del 1780 (tra Chiusi e Po’ Bandino), nel punto più alto del fondovalle, divenuto tale dopo quasi nove secoli di sedimentazioni e di colmate. I principali corsi d’acqua della Val di Chiana settentrionale sono il torrente Tresa, il Canale di Collegamento tra il Lago di Chiusi e il Lago di Montepulciano ed il Canale maestro della Chiana (bacino idrografico dell’Arno) mentre i principali corsi d’acqua della Val di Chiana Romana sono il canale Chianetta, il fiume Astrone e il fiume Chiani (bacino idrografico del Tevere). I primi attraversano gran parte della valle e ripercorrono circa due terzi dell'antico corso del Clanis, ma in direzione opposta, cioè da sud verso nord: le sue acque giungono dal torrente Tresa e da altri immissari del Lago di Chiusi, poi attraverso il Canale di Collegamento giungono al Lago di Montepulciano e, dopo circa 45 km di percorrenza del Canale maestro della Chiana, si gettano nell'Arno passando dalla Chiusa dei Monaci, tra Monte Sopra Rondine e Ponte Buriano, nel comune di Arezzo. I secondi, invece, percorrono il tratto finale dell'antico corso del Clanis fino a Ciconia (Orvieto), immettendosi quindi nel Paglia. Fino alla metà del secolo XI, probabilmente, era il Paglia ad essere un immissario del Clanis, avente una portata d’acqua verosimilmente maggiore, e non viceversa.
Gli altri corsi d'acqua sono per lo più a regime torrentizio, sovente soggetti a periodi di magra durante l'estate, ma dalla discreta portata d'acqua negli altri periodi dell'anno. I loro corsi sono brevi e non di rado nascono da sorgenti nelle alture prospicienti per poi gettarsi nei corsi d'acqua maggiori.

### Clima

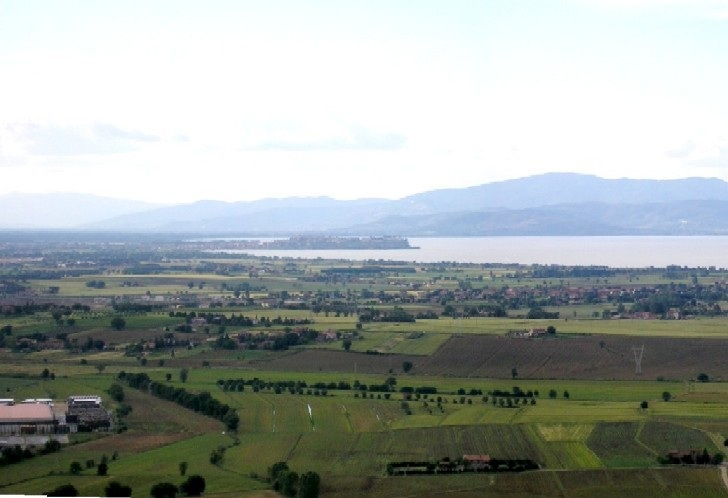
Vista della Val di Chiana romana e aretina da Panicale

Il clima della Val di Chiana è di tipo temperato sublitoraneo con inverni non eccessivamente freddi (la temperatura media di gennaio, il mese più freddo, è di 5,4 °C) e moderatamente umidi ed estati contraddistinte da temperature elevate. Primavera e autunno sono di regola miti. L'autunno è la stagione più piovosa dell'anno. Le precipitazioni nevose sono rare: di solito la neve cade nei mesi di dicembre-gennaio, ma non ricopre la valle che per pochi giorni.

#### Temperatura e precipitazioni
| Mese      | Precipitazioni medie (mm) | Temperatura media (°C | Temperatura massima (°C) | Temperatura minima (°C) |
| --------- | ------------------------- | --------------------- | ------------------------ | ----------------------- |
| gennaio   | 57,04                     | 5,4                   | 10,7                     | -0,6                    |
| febbraio  | 63,55                     | 6,8                   | 11,7                     | 1,6                     |
| marzo     | 63,58                     | 9,3                   | 14,7                     | 3,3                     |
| aprile    | 68,21                     | 12,7                  | 17,6                     | 7,0                     |
| maggio    | 69,61                     | 16,8                  | 21,6                     | 11,1                    |
| giugno    | 66,3                      | 20,3                  | 24,8                     | 14,8                    |
| luglio    | 37,95                     | 23,5                  | 27,5                     | 18,3                    |
| agosto    | 51,45                     | 23,5                  | 28,0                     | 18,2                    |
| settembre | 83,68                     | 20,2                  | 24,5                     | 15,1                    |
| ottobre   | 94,8                      | 15,9                  | 20,5                     | 10,4                    |
| novembre  | 102,91                    | 10,3                  | 15,9                     | 4,5                     |
| dicembre  | 81,34                     | 6,5                   | 11,7                     | 1,2                     |

### Suddivisione geografica

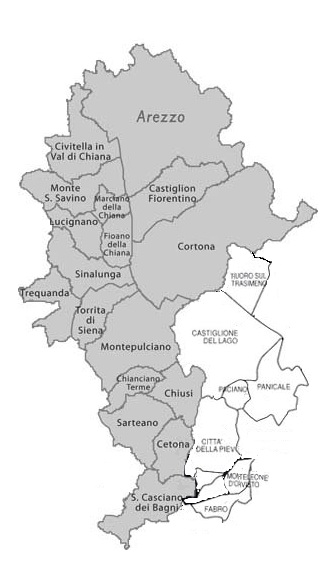
Suddivisione geografica della Valdichiana centro-settentrionale, con territori in grigio della Toscana e in bianco dell'Umbria. Sono omessi quattro comuni della Valdichiana tiberina o Romana (Ficulle, Montegabbione, Parrano, Orvieto) in Provincia di Terni, due comuni della Val di Chiana senese (Pienza e Rapolano Terme) e un comune della Val di Chiana aretina (Bucine)

La Val di Chiana si estende sul territorio di 31 comuni delle province di Arezzo e di Siena, in Toscana, nonché di Perugia e di Terni, in Umbria. Si suole distinguere la valle in quattro zone (per provincia): la Val di Chiana aretina, la Val di Chiana senese, la Val di Chiana perugina e la Val di Chiana ternana. Tale suddivisione rispecchia la suddivisione amministrativa del territorio, ma dal punto di vista idrogafico è più corretto distinguere tra Val di Chiana settentrionale o Toscana (Bacino Idrografico dell'Arno), o semplicemente Valdichiana, e Val di Chiana meridionale o Romana (Bacino Idrogafico del Tevere). Molti territori comunali della Val di Chiana sono suddivisi in più bacini idrografici come Arezzo, Castiglione del Lago, Chiusi e non solo.

#### Val di Chiana aretina
Per Val di Chiana aretina si intende il territorio della Provincia di Arezzo situato all'interno del Bacino idrografico dell'Arno comprendente in tutto o in parte i comuni di:
- Arezzo (parte del territorio comunale: Val di Chiana settentrionale e Bacino Idrografico dell'Arno)
- Bucine (parte del territorio comunale: Val di Chiana settentrionale e Bacino Idrografico dell'Arno)
- Castiglion Fiorentino (parte del territorio comunale: Val di Chiana settentrionale e Bacino Idrografico dell'Arno)
- Civitella in Val di Chiana (Val di Chiana settentrionale e Bacino Idrografico dell'Arno)
- Cortona (parte del territorio comunale: Val di Chiana settentrionale e Bacino Idrografico dell'Arno)
- Foiano della Chiana (Val di Chiana settentrionale e Bacino Idrografico dell'Arno)
- Lucignano (Val di Chiana settentrionale e Bacino Idrografico dell'Arno)
- Marciano della Chiana (Val di Chiana settentrionale e Bacino Idrografico dell'Arno)
- Monte San Savino (Val di Chiana settentrionale e Bacino Idrografico dell'Arno)

Sono i comuni che già prima del 1554 (anno della battaglia di Scannagallo, dopo la quale Firenze occupò l'intera valle) appartenevano alla Signoria fiorentina de' Medici.
La Val di Chiana aretina rientra tra le quattro vallate storiche della Provincia di Arezzo, insieme alla Valtiberina, al Casentino (Alto Valdarno) e al Valdarno (comprensivo della Val di Chiana aretina e di una pare della Val di Chiana senese e della Val di Chiana umbra)

#### Val di Chiana senese
Per Val di Chiana senese si intende il territorio della Provincia di Siena situato, in parte, all'interno del Bacino Idrografico dell'Arno (Val di Chiana Toscana o settentrionale) e in parte nel Bacino Idrografico del Tevere (Val di Chiana Romana), comprendente in tutto o in parte i comuni di:
- Cetona (Val di Chiana Romana e Bacino Idrografico del Tevere)
- Chianciano Terme (lato occidentale: Val di Chiana Romana e Bacino Idrografico del Tevere; lato orientale: Val di Chiana settentrionale e Bacino Idrografico dell'Arno [e in minima parte Bacino Idrografico dell'Ombrone])
- Chiusi (lato settentrionale: Val di Chiana settentrionale e Bacino Idrografico dell'Arno; lato meridionale: Val di Chiana Romana e Bacino Idrografico del Tevere)
- Montepulciano (gran parte del territorio comunale: Val di Chiana settentrionale e Bacino Idrografico dell'Arno)
- San Casciano dei Bagni (parte del territorio comunale: Val di Chiana Romana e Bacino Idrografico del Tevere)
- Sarteano (parte del territorio comunale: Val di Chiana Romana e Bacino Idrografico del Tevere)
- Pienza (in minima parte, sia nel bacino del Tevere sia in quello dell'Arno)
- Sinalunga (gran parte del territorio comunale: Val di Chiana settentrionale e Bacino Idrografico dell'Arno)
- Torrita di Siena (gran parte del territorio comunale: Val di Chiana settentrionale e Bacino Idrografico dell'Arno)
- Trequanda (parte del territorio comunale: Val di Chiana settentrionale e Bacino Idrografico dell'Arno)
- Rapolano Terme (parte del territorio comunale: Val di Chiana settentrionale e Bacino Idrografico dell'Arno)

Trattasi, ad eccezione di Montepulciano, dei Comuni che fino al 1554 appartenevano alla Repubblica di Siena.
Ad eccezione di San Casciano dei Bagni, Sarteano e Rapolano Terme, tutti i Comuni dell'odierna Val di Chiana senese erano ricompresi nel Compartimento Aretino del Granducato di Toscana. Nel 1860, con l'unità d'Italia, furono annessi alla Provincia di Siena.

#### Val di Chiana perugina
Per Val di Chiana perugina si intende il territorio di cinque comuni della Provincia di Perugia, in Umbria, i quali afferiscono al Bacino Idrografico dell'Arno e, uno di essi, anche al Bacino idrografico del Tevere, sempre in Val di Chiana, ovverosia:
- Castiglione del Lago (lato sud-occidentale: Val di Chiana settentrionale e Bacino Idrografico dell'Arno)
- Tuoro sul Trasimeno (lato occidentale: Val di Chiana settentrionale e Bacino Idrografico dell'Arno)
- Panicale (lato occidentale: Val di Chiana settentrionale e Bacino Idrografico dell'Arno)
- Paciano (Val di Chiana settentrionale e Bacino Idrografico dell'Arno)
- Città della Pieve (lato settentrionale: Val di Chiana settentrionale e Bacino Idrografico dell'Arno; lato occidentale e meridionale [Salci]: Val di Chiana Romana e Bacino Idrografico del Tevere).

#### Val di Chiana ternana (già "orvietana" dal secolo XI al secolo XIV)
Per Val di Chiana ternana (già "orvietana") si intende il territorio di sei comuni del cosiddetto "Alto Orvietano" e dell'Orvietano nella Provincia di Terni, in Umbria, afferente al solo Bacino Idrografico del Tevere, ovverosia:
- Monteleone d'Orvieto (quasi intero territorio comunale [tranne a settentrione verso Piegaro in Valle del Nestore]: Val di Chiana Romana e Bacino Idrografico del Tevere).
- Fabro (zona orientale: Val di Chiana Romana e Bacino Idrografico del Tevere)
- Montegabbione (Val di Chiana Romana e Bacino Idrografico del Tevere)
- Parrano (Val di Chiana Romana e Bacino Idrografico del Tevere)
- Ficulle (parte del territorio comunale: Val di Chiana Romana e Bacino Idrografico del Tevere)
- Orvieto (zona centro-settentrionale fino a Ciconia dal sec. XI [sino alla metà del secolo XI la Valle del Clanis giungeva più Sud sino al Porto Romano di Pagliano, all'immssione nel Tevere]: Val di Chiana Romana e Bacino Idrografico del Tevere)

Per tutti i comuni o le porzioni di comuni senesi, perugini e ternani che affluiscono al Tevere tramite la Chianetta e il fiume Chiani si parla tradizionalmente di Val di Chiana "romana", sia per ragioni storiche (fino all'Unità d'Italia solo alcuni dei predetti comuni, quelli umbri, appartenevano allo Stato Pontificio), sia perché per Val di Chiana Romana si intende quell'area geografica dell'antica Valle del Clanis che continua a scorrere in direzione del Tevere, ovverosia verso Roma. È opportuno specificare che vari Comuni e porzioni di Comuni della provincia di Perugia, sebbene storicamente appartenenti allo Stato Pontificio, sono geograficamente da iscrivere nel Bacino Idrografico dell'Arno e, quindi, dalla Val di Chiana settentrionale o "toscana". Il comune di Città della Pieve è l'unico comune della Provincia di Perugia che afferisce in parte al Val di Chiana Toscana e in parte alla Val di Chiana Romana.

### Superficie e demografia
La seguente tabella è stilata per interi territori comunali, non tutti afferenti integralmente alla Val di Chiana Toscana e/o alla Val di Chiana Romana.
| Territorio | Comune                     | Superficie (km²) | Popolazione | Densità (ab./km²) |
| --- | -------------------------- | ---------------- | ----------- | ----------------- |
| Val di Chiana Aretina (interamente nel Bacino idrografico dell'Arno)                                                       | Arezzo                     | 386,26           | 99.156      | 256,71            |
| Val di Chiana Aretina (interamente nel Bacino idrografico dell'Arno)                                                       | Bucine                     |                  |             |                   |
| Val di Chiana Aretina (interamente nel Bacino idrografico dell'Arno)                                                       | Castiglion Fiorentino      | 113,19           | 13.359      | 118,02            |
| Val di Chiana Aretina (interamente nel Bacino idrografico dell'Arno)                                                       | Civitella in Val di Chiana | 100,37           | 9.119       | 90,85             |
| Val di Chiana Aretina (interamente nel Bacino idrografico dell'Arno)                                                       | Cortona                    | 342,33           | 23.041      | 67,31             |
| Val di Chiana Aretina (interamente nel Bacino idrografico dell'Arno)                                                       | Foiano della Chiana        | 40,82            | 9.423       | 230,84            |
| Val di Chiana Aretina (interamente nel Bacino idrografico dell'Arno)                                                       | Lucignano                  | 44,90            | 3.578       | 79,69             |
| Val di Chiana Aretina (interamente nel Bacino idrografico dell'Arno)                                                       | Marciano della Chiana      | 23,71            | 3.346       | 141,12            |
| Val di Chiana Aretina (interamente nel Bacino idrografico dell'Arno)                                                       | Monte San Savino           | 89,61            | 8.667       | 96,68             |
| Totale Val di Chiana Aretina                                                                                               |                            |                  |             |                   |
| Val di Chiana Senese (in parte Val di Chiana settentrionale o Val d'Arno, in parte Val di Chiana Romana o Val Tiberina)    | Cetona                     | 53,19            | 2.968       | 55,80             |
| Val di Chiana Senese (in parte Val di Chiana settentrionale o Val d'Arno, in parte Val di Chiana Romana o Val Tiberina)    | Chianciano Terme           | 36,52            | 7.461       | 204,30            |
| Val di Chiana Senese (in parte Val di Chiana settentrionale o Val d'Arno, in parte Val di Chiana Romana o Val Tiberina)    | Chiusi                     | 58,06            | 8.842       | 152,29            |
| Val di Chiana Senese (in parte Val di Chiana settentrionale o Val d'Arno, in parte Val di Chiana Romana o Val Tiberina)    | Montepulciano              | 165,58           | 14.472      | 85,40             |
| Val di Chiana Senese (in parte Val di Chiana settentrionale o Val d'Arno, in parte Val di Chiana Romana o Val Tiberina)    | Pienza                     |                  |             |                   |
| Val di Chiana Senese (in parte Val di Chiana settentrionale o Val d'Arno, in parte Val di Chiana Romana o Val Tiberina)    | San Casciano dei Bagni     | 91,86            | 1.708       | 18,59             |
| Val di Chiana Senese (in parte Val di Chiana settentrionale o Val d'Arno, in parte Val di Chiana Romana o Val Tiberina)    | Sarteano                   | 85,27            | 4.852       | 56,90             |
| Val di Chiana Senese (in parte Val di Chiana settentrionale o Val d'Arno, in parte Val di Chiana Romana o Val Tiberina)    | Sinalunga                  | 78,60            | 12.841      | 163,37            |
| Val di Chiana Senese (in parte Val di Chiana settentrionale o Val d'Arno, in parte Val di Chiana Romana o Val Tiberina)    | Torrita di Siena           | 58,36            | 7.461       | 127,84            |
| Val di Chiana Senese (in parte Val di Chiana settentrionale o Val d'Arno, in parte Val di Chiana Romana o Val Tiberina)    | Trequanda                  | 64,10            | 1.388       | 21,65             |
| Val di Chiana Senese (in parte Val di Chiana settentrionale o Val d'Arno, in parte Val di Chiana Romana o Val Tiberina)    | Rapolano Terme             |                  |             |                   |
| Totale Val di Chiana Senese                                                                                                |                            |                  |             |                   |
| Val di Chiana Perugina (in parte Val di Chiana Settentrionale o Val d'Arno e in parte Val di Chiana Romana o Val Tiberina) | Tuoro sul Trasimeno        | 55,56            | 3.866       | 69,56             |
| Val di Chiana Perugina (in parte Val di Chiana Settentrionale o Val d'Arno e in parte Val di Chiana Romana o Val Tiberina) | Castiglione del Lago       | 205,54           | 15.504      | 75,43             |
| Val di Chiana Perugina (in parte Val di Chiana Settentrionale o Val d'Arno e in parte Val di Chiana Romana o Val Tiberina) | Panicale                   | 78,84            | 5.741       | 72,81             |
| Val di Chiana Perugina (in parte Val di Chiana Settentrionale o Val d'Arno e in parte Val di Chiana Romana o Val Tiberina) | Paciano                    | 16,83            | 988         | 58,70             |
| Val di Chiana Perugina (in parte Val di Chiana Settentrionale o Val d'Arno e in parte Val di Chiana Romana o Val Tiberina) | Città della Pieve          | 111,37           | 7.748       | 69,57             |
| Totale Val di Chiana Perugina                                                                                              |                            |                  |             |                   |
| Val di Chiana Ternana (interamente in Val di Chiana Romana o Val Tiberina)                                                 | Fabro                      | 34,33            | 2.915       | 84,91             |
| Val di Chiana Ternana (interamente in Val di Chiana Romana o Val Tiberina)                                                 | Monteleone d'Orvieto       | 23,85            | 1.583       | 66,37             |
| Val di Chiana Ternana (interamente in Val di Chiana Romana o Val Tiberina)                                                 | Montegabbione              |                  |             |                   |
| Val di Chiana Ternana (interamente in Val di Chiana Romana o Val Tiberina)                                                 | Parrano                    |                  |             |                   |
| Val di Chiana Ternana (interamente in Val di Chiana Romana o Val Tiberina)                                                 | Ficulle                    |                  |             |                   |
| Val di Chiana Ternana (interamente in Val di Chiana Romana o Val Tiberina)                                                 | Orvieto                    |                  |             |                   |
| Totale Val di Chiana Ternana                                                                                               |                            |                  |             |                   |
| Totale generale Val di Chiana                                                                                              |                            |                  |             |                   |
| Dati aggiornati al 31 marzo 2009. 1.                                                                                       |                            |                  |             |                   |

### Comunicazioni viarie

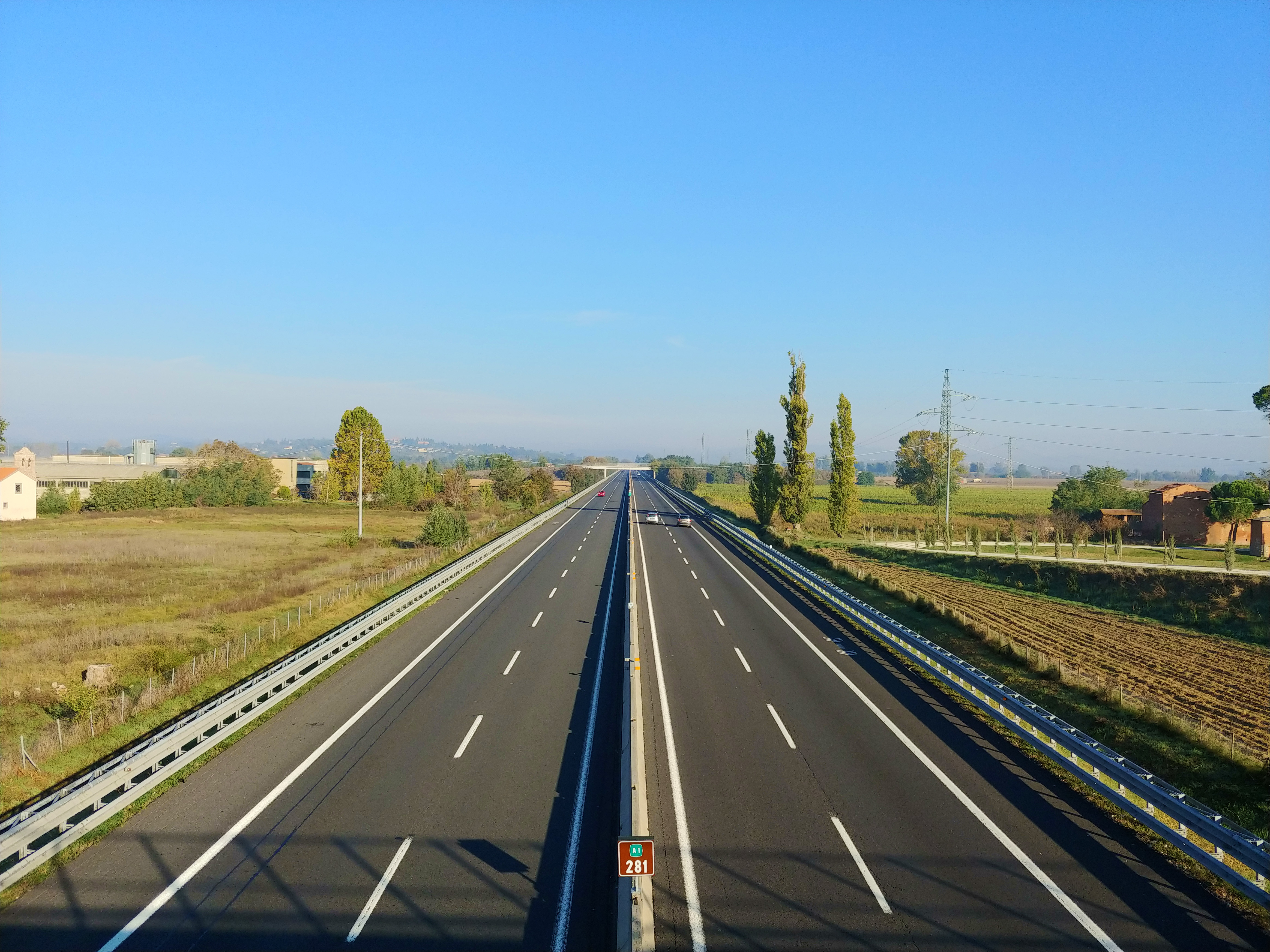
L'autostrada A1 nei pressi del casello Valdichiana-Bettolle-Sinalunga

La Val di Chiana presenta buoni collegamenti con il resto dell'Italia.
A livello autostradale è attraversata in lungo dall'Autostrada del Sole (A1) e conta sei caselli: "Arezzo", "Monte San Savino", "Val di Chiana" (a Bettolle, nel comune di Sinalunga), "Chiusi-Chianciano Terme", "Fabro" e "Orvieto". Lungo il tracciato autostradale sorgono le aree di servizio di Badia al Pino, Lucignano, Montepulciano e Fabro.
Da San Zeno, località nel comune di Arezzo e prossima al capoluogo, si diparte la superstrada SS680 (troncone della E78 Grosseto-Fano o Due mari) che attraversa da est a ovest la Val di Chiana aretina fino a Monte San Savino e Lucignano. A Bettolle passa inoltre il lungo raccordo autostradale che porta a Perugia e in Umbria verso est (RA6) e a Siena (SS73-SS326), attraversando la Val di Chiana senese, a ovest.
I vari centri chianini sono inoltre collegati da un efficiente sistema stradale. Caratteristica di tale asse viario è la ex Strada Statale 71, o Via Umbro Casentinese che grossomodo ricalca il tracciato della Via Romea Germanica della metà del secolo XI, parzialmente coincidente con la Via Cassia ‘’vetus’’ tra Camucia (Colonna del Sodo) e Arezzo. Sia la Via Cassia vetus (III-II sec. a.C.), che collegava Roma con le lucumonie dell'Etruria interna, sia le sue successive varianti (augustea, traianea e adrianea) percorrevano la Val di Chiana: tali tracciati consolari sono assimilabili ad "autostrade" ante litteram. Parte di essi furono sommersi dalle acque del grande pelagus chianino (di cui si hanno notizie dalla metà del secolo XI) e dalle successive colmate. I tratti sommersi furono aggirati per mezzo di strade collinari medievali e, dopo le bonifiche tra Carnaiola e Arezzo, di nuovi tracciati di fondovalle. In alcuni casi il pelagus fu superato trasversalmente con ponti come quello (ligneo) di Valiano del 1359 il quale, ancor oggi, è un tratto della Via Lauretana (Toscana). La ricostruzione dei reticoli viari chianini, dall'epoca etrusca a oggi, è oggetto di complessi e non facili studi, agevolati da recenti ritrovamenti archeologici, da opere visibili sopravvissute e da rivalutati documenti d'archivio. Tra gli assi viari "storici" della Val di Chiana vi sono, tra l'altro, la Strada statale 327 di Foiano, la Strada statale 73 Senese Aretina e la Strada statale 326 di Rapolano, attualmente Strade Provinciali.
A livello ferroviario la Val di Chiana è percorsa in lungo dalla Direttissima Napoli ↔ Milano. Parallela ad essa corre la locale ferrovia che da Arezzo conduce a Chiusi, passando per le stazioni di Castiglion Fiorentino, Terontola-Cortona e Castiglione del Lago; tale strada ferrata, elettrificata, prosegue verso nord e verso sud, ben oltre Arezzo e Chiusi. A sud di Chiusi si trova la stazione chianina di Fabro-Ficulle, in provincia di Terni. Dalla stazione di Terontola diparte inoltre una strada ferrata (elettrificata) che conduce in Umbria, lambendo il lato settentrionale del Lago Trasimeno. Un altro asse ferroviario collega Arezzo con Sinalunga, per congiungersi con la linea ferroviaria Chiusi-Siena. Quest’ultima, a doppio binario, è di epoca granducale e difetta di elettrificazione (la percorrono piccoli treni passeggeri con motore diesel), quantomeno tra Montallese e Siena (da lì prosegue verso Empoli); tra Montallese e Chiusi tale linea è a doppio binario ed elettrificata in quanto funge da raccordo tra linea vecchia e linea veloce.
Ad Arezzo e a Chiusi vi sono le interconnessioni tra la linea Direttissima Napoli ↔ Milano e la vecchia linea ferroviaria; pertanto le stazioni statali di Chiusi-Chianciano Terme e di Arezzo sono, altresì, stazioni della linea Direttissima oltre che della vecchia linea ferroviaria, ambedue a doppio binario ed elettrificate.

## Storia

### Formazione morfologica
La valle, di origine tettonica con distensione sul lato occidentale e compressione su quello orientale, si forma prevalentemente durante il Miocene. Essa nel Pliocene era quasi interamente sommersa dal grande mare pliocenico. Una volta ritiratosi, nel Villafranchiano superiore l'Italia centrale ospitava grandi laghi, tra cui quello della Val di Chiana che ebbe breve durata in quanto drenato (all'inizio del Pleistocene) dall'erosione della soglia collinare d'uscita delle sue acque, fino a prendere la forma di un canyon solcato da un fiume, tributario altresì delle acque del lago Trasimeno (la cui formazione ebbe termine 110.000 anni fa). Durante il Pleistocene la Val di Chiana era tributaria delle acque dell'antico Lago di Quarata, ovverosia dell'Arno, fino a 150.000 anni fa, trovandosi lungo il suo corso il Lago di Montepulciano e il Lago di Chiusi, molto profondi, il cui zero idrometrico si trovava in quota inferiore (di almeno 20-25 metri) rispetto a quella attuale. Il suo fondovalle era molto incavato al centro, con forma a "V" per distensione tettonica occidentale, compressione orientale ed erosione progressiva determinata dal transito delle acque verso Sud, come dimostrano carotaggi e studi geologici anche recenti, ed era solcato dal cosiddetto Arno Tiberino prima che le sue acque fossero catturate dall'attuale alveo verso Incisa e Firenze. Circa centocinquantamila anni fa l'Arno trovò naturalmente un nuovo percorso (quello attuale verso Firenze) a seguito di una frana che causò la naturale prosecuzione in quella direzione del suo corpo idrico. Gli Etruschi, probabilmente, limarono una strettoia in granito lungo il corso dell'Arno, nei pressi di Arezzo, per evitare che le piene dell'Arno sfiorassero nella piana (abitata) di Arezzo e altresì nel fiume Clanis il cui Alveo (sia ordinario [o "di piena"] sia maggiore [o "di esondazione"]) era molto incavato e aveva una pendenza più che sufficiente per assicurare il trasporto dei componenti solidi (245 MT s.l.m. nella piana di Chiani, a Nord, e 110 MT s.l.m. a Ciconia di Orvieto alla confluenza del fiume Paglia, a Sud, su una distanza di 104 km). Il Clanis, affluente del Tiber (Tevere), era navigabile e attraverso il suo Alveo gli antichi Popoli Italici e gli Etruschi giungevano a Rumon (Roma) e al Mar Tirreno, e viceversa, essendo i fiumi navigabili le “autostrade” e le principali vie di comunicazione dell’età arcaica. Le mappe geologiche mostrano che i residui alluvionali, presenti abbondantemente nel fondovalle chianino, oggi del tutto colmato e pianeggiante, risalgono al tardo Olocene (periodo geologico in cui viviamo), essendo molto recenti. Le acque sotterranee della valle seguono l'andamento tettonico da Nord (Arezzo) a Sud (Tevere), mentre la direzione di quelle superficiali è stata modificata antropicamente negli ultimi secoli. Gli interventi umani hanno reso il fondovalle totalmente piatto, tra Pieve al Toppo e Parrano, nonché rialzato di svariati metri il fondovalle medesimo, rendendo l'area di Chiusi Scalo la più elevata della Val di Chiana con 250 mt s.l.v., con pendenza quasi "zero" delle acque e con rischi idraulici ed idrogeologici elevatissimi. Dal punto di vista geologico, la Val di Chiana tettonica o "roccia madre" è un piano inclinato che parte da Chiani di Arezzo (punto più elevato) e giunge a Sud di Attigliano sul Tevere (punto più basso), inglobando l'area del Trasimeno.

### I primi insediamenti umani
Testimonianze di quanto antico sia l'insediamento umano in Val di Chiana derivano da reperti archeologici di epoca preistorica e protostorica. Primo fra tutti rileva il "cranio dell'Olmo", rinvenuto nel 1863 presso l'omonima località del comune di Arezzo e consistente in una calotta cranica appartenuta ad un homo sapiens vissuto nel Pleistocene medio. Ad esso si aggiungono i resti di utensili lavorati rinvenuti sempre nella zona di Arezzo presso i torrenti Castro e Vingone e risalenti al Mesolitico.

### L'Epoca etrusca

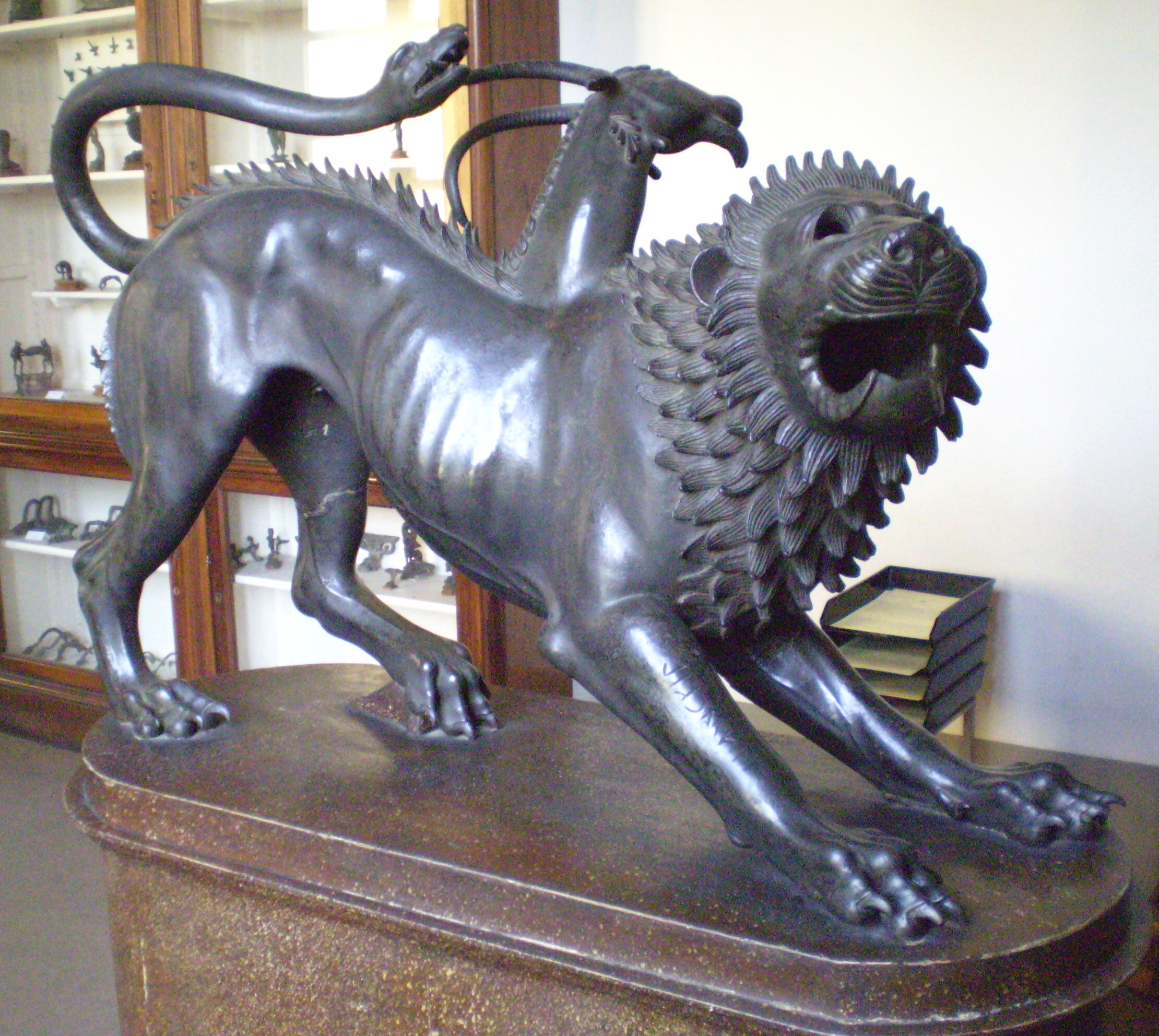
La Chimera di Arezzo, IV secolo a.C., Firenze, Museo Archeologico Nazionale

Dopo che nella prima età del ferro (aspetto culturale Villanoviano) l'insediamento umano in Val di Chiana subì un sensibile incremento demografico, l'operosità degli Etruschi mutò notevolmente il panorama della valle. L'area conobbe in effetti un periodo di grande floridezza, grazie ad efficaci tecniche di produzione agricola praticate dagli Etruschi e ai fiorenti commerci che essi avviarono. L'influenza delle lucumonie di Arezzo, Cortona e Chiusi permise una sistematica coltivazione delle terre chianine a cereali, specie il farro, molto apprezzato dagli Etruschi. Inoltre la notevole portata d'acqua del Clanis consentì agli Etruschi la sua navigazione con piccole imbarcazioni per il commercio di prodotti alimentari, manufatti e per il semplice transito umano e animale. Gli Etruschi attrezzarono una serie di piccoli porti presso le località lambite dal Clanis. Un esempio eloquente è dato da Brolio, oggi frazione di pochi abitanti nel comune di Castiglion Fiorentino, ma all'epoca fiorente località etrusca: nel 1863 furono qui rinvenuti numerosi bronzetti etruschi, votivi e non, risalenti a varie epoche ricomprese tra il VII e il V secolo a.C. e oggi noti con il nome di "Deposito di Brolio".

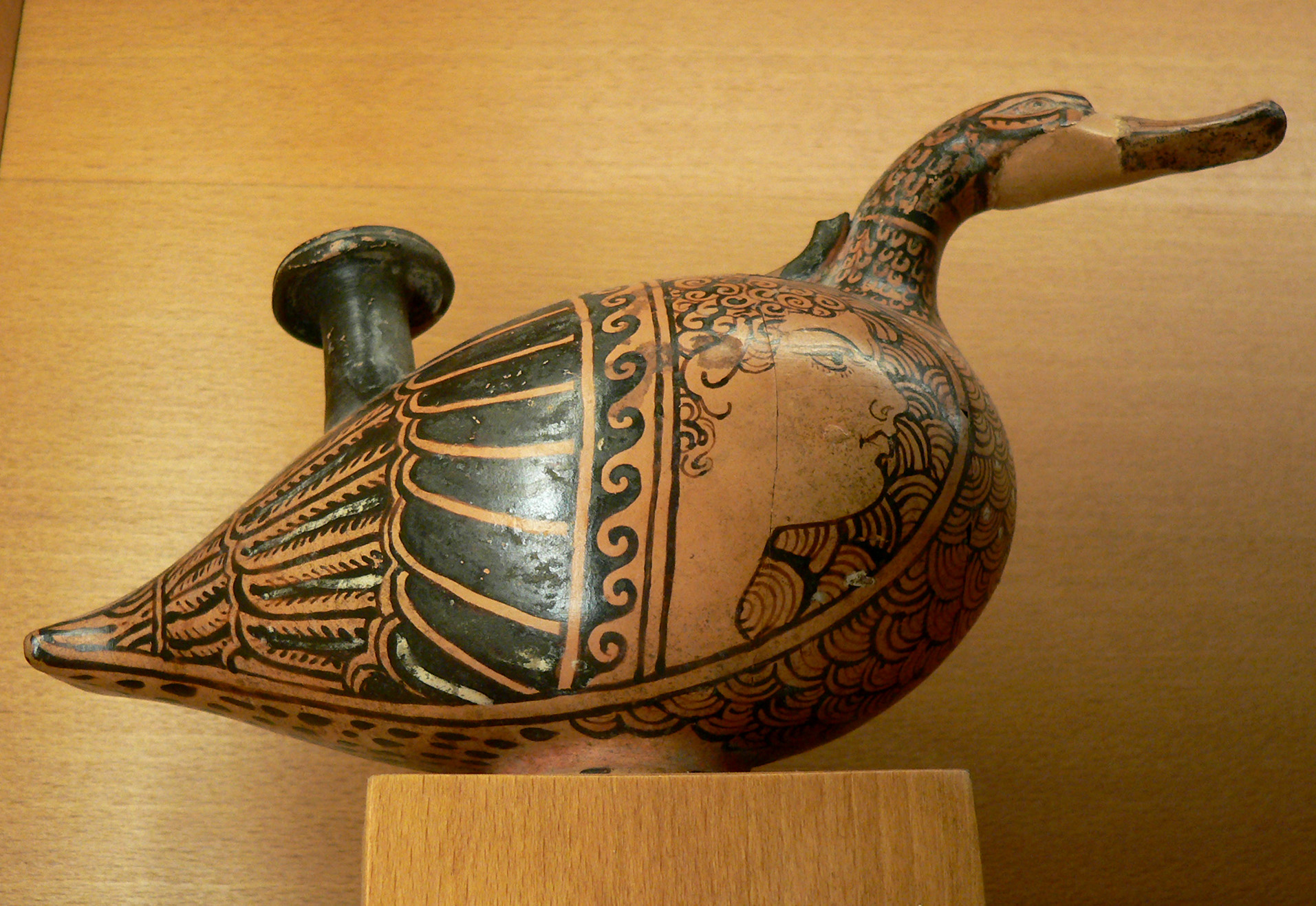
Vaso etrusco a forma di anatra rinvenuto a Chiusi, IV secolo a.C., Parigi, Louvre

Lo splendore e l'importanza della Val di Chiana in età etrusca è testimoniato anche da numerosi reperti archeologici provenienti dai vari centri chianini, specie dalle antiche lucumonie di Arezzo, Cortona e Chiusi.

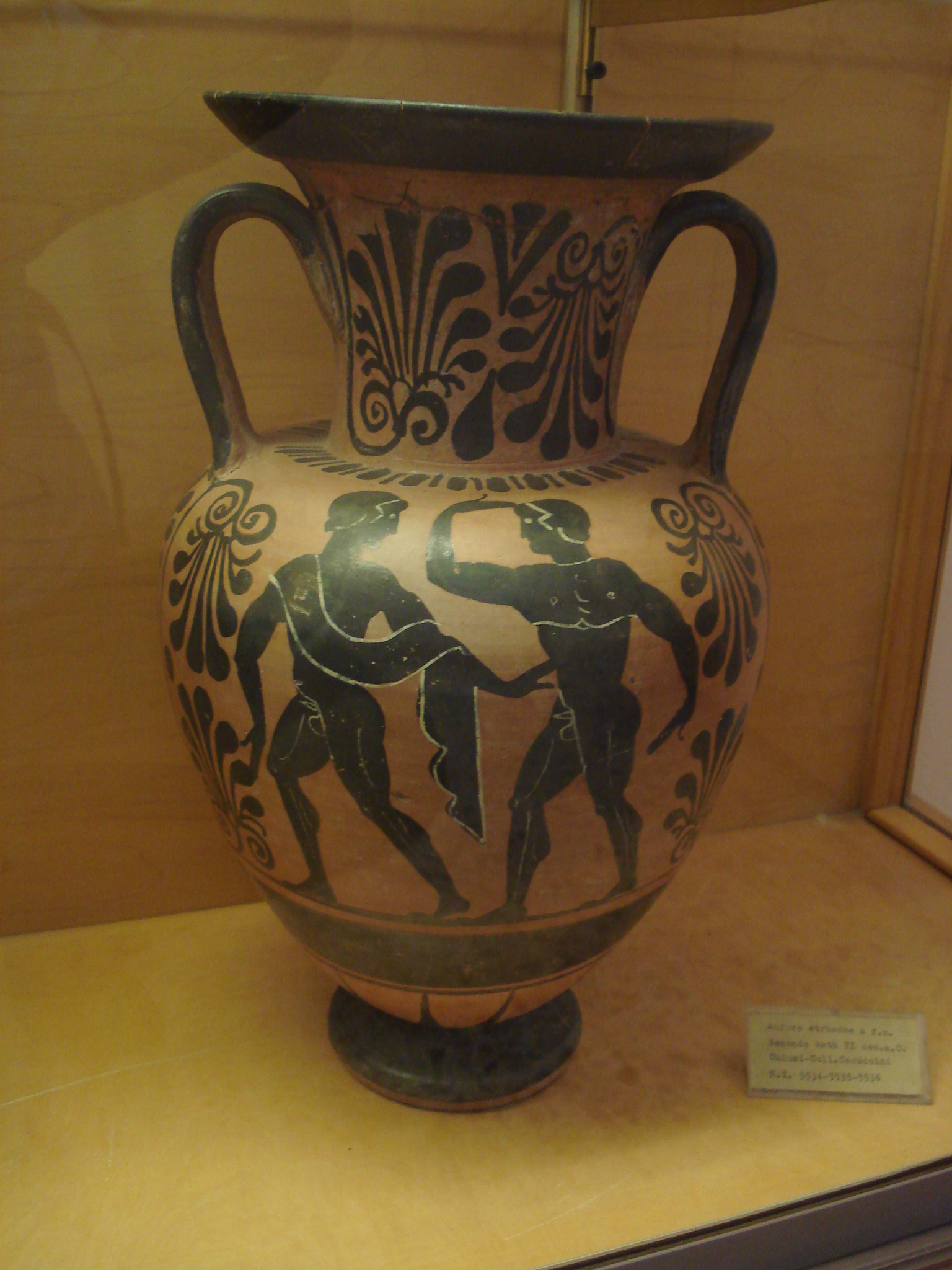
Anfora etrusca con danzatori rinvenuta a Chiusi, VI secolo a.C., Palermo, Museo Archeologico Regionale

Ad Arezzo i resti delle antichissime mura etrusche di Castelsecco (VI-V secolo a.C.) fanno da contorno alle numerose vestigia rinvenute nel tempo. Tra esse rileva soprattutto la celeberrima Chimera (ultimo quarto del IV secolo a.C.), opera bronzea raffigurante l'omonimo animale mitologico e rinvenuta nei pressi della città il 15 novembre 1553, durante la costruzione di alcune fortificazioni medicee. Della stessa epoca è pure un altro bronzo aretino assai noto, la statua di Menrva, dea etrusca della saggezza, della guerra, dell'arte, della scuola e del commercio, corrispondente alla Minerva dei Romani.
A Cortona, come anche in altri luoghi della Val di Chiana aretina, sono stati ritrovati manufatti di gran pregio, come il celebre Lampadario di bronzo (IV secolo a.C.), statuette, vasellame, oggetti di oreficeria e utensili vari. Si tratta per lo più di materiale rinvenuto con la scoperta di necropoli (celebre quella del Sodo, nel comune di Cortona) o di rovine di antichi centri etruschi (come al Melmone di Brolio, in cui sono state riportate alla luce le tracce delle antiche fondamenta di abitazioni).
A Chiusi, oltre ai resti delle mura etrusche, testimoniano l'antico splendore della città le due grandi necropoli site nei pressi del borgo. Una è la necropoli detta appunto "di Chiusi", ove sorgono le celebri tombe "della Scimmia" (fine V secolo a.C.), "del Leone" (IV secolo a.C.) e "della Pellegrina" (IV-II secolo a.C.). L'altra è la necropoli di Poggio Gaiella, nota soprattutto per l'imponente complesso di ipogei collegati tra loro da una fitta rete di cunicoli che si estendono, come un labirinto, per tutti i sotterranei della città vecchia. Scoperti nella prima metà del XIX secolo, tali cunicoli furono in un primo tempo ritenuti dagli archeologi parte integrante della tomba del re etrusco Porsenna: questi, secondo la leggenda, sarebbe sepolto proprio al centro di un grande labirinto, in un sarcofago d'oro, all'interno di un carro trainato da 4 cavalli d'oro e accompagnato da una chioccia con 5000 pulcini, anch'essi d'oro. L'ipotesi ha fatto sì che tutt'oggi i cunicoli siano noti anche come "Labirinto di Porsenna", anche se ormai si concorda che si tratti di un acquedotto etrusco del V secolo a.C..
Gli Etruschi consideravano il Clanis un fiume sacro, deificato e venerato come si ricava, tra l'altro, dal magnifico bronzetto della metà del V sec. a.C. rinvenuto nel 1844 nei pressi di Quarata (Arezzo), alla confluenza tra il letto del torrente Castro (che dal 1338 riceve le acque della Val di Chiana superiore) e l'Arno, con un'iscrizione epigrafica, ovverosia la dedica votiva al dio Klanins, divinità tutelare del fiume Clanis, che si legge nella gamba destra dell'atleta ivi raffigurato: mi klaninsl (io sono di Klanins, ovverosia del dio fluviale). Tale iscrizione etrusca è l'indizio di un luogo di culto legato al Clanis. Gli Etruschi, poco più a monte di quella zona, allargarono l'alveo del fiume Arno per evitare che le sue piene tracimassero nella piana di Arezzo e da lì, attraverso la stretta valle tra il colle di San Zeno e quello di Argiano, sino al Clanis.

### Il dominio romano
La sconfitta di Veio ad opera di Roma e la progressiva occupazione dell'Etruria da parte della Repubblica romana cui fece capo la sconfitta etrusca a Sentino (295 a.C.), permisero ai romani l'ingresso nella stessa Val di Chiana.

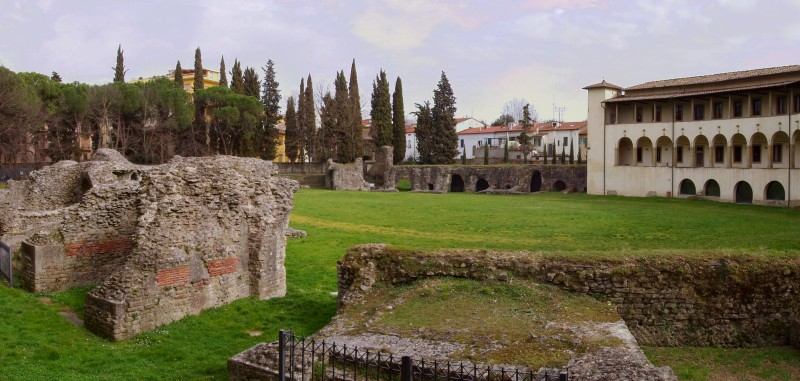
L'anfiteatro romano di Arezzo (II secolo d.C.), a fianco del quale sorge il Museo archeologico statale Gaio Cilnio Mecenate

La presenza romana in Val di Chiana è documentata fin dal II-I secolo a.C. dai reperti dell'epoca, presenti un po' in tutta la valle. Nel centro di Arezzo, città natale di Gaio Cilnio Mecenate, si trovano i resti di un ampio anfiteatro romano dell'epoca dell'imperatore Adriano (117-138 d.C.). A Brolio sono stati riportati alla luce un genietto votivo e addirittura un tegolone di argilla con impresso il "pesce stilizzato" usato quale segno di riconoscimento in età paleocristiana dai primi adepti del culto di Cristo residenti in Italia.
Della stessa epoca sorgono a Chiusi le celebri catacombe di Santa Caterina (II secolo) e Santa Mustiola (III secolo), che dimostrano la rapidità con cui il cristianesimo si diffuse nella valle, tanto che la città era già stata fatta sede episcopale nel corso del III secolo d.C.
Tra le principali opere architettoniche di età romana si segnalano anche i resti di diversi acquedotti romani, tra cui quello di Porta Montanina a Cortona.
Inoltre esempi di toponomastica locale enunciano chiaramente la loro origine romana. Si pensi alla località di Castroncello (nel comune di Castiglion Fiorentino), il cui nome deriva chiaramente dal latino castrum, evidenziando la presenza di un accampamento romano. Si considerino pure i due capoluoghi comunali di Lucignano (il cui nome deriva con molta probabilità da un castrum Lucinianum, così chiamato in onore del console Lucio Licinio Lucullo che aveva occupato la zona nel I secolo a.C. durante la guerra tra Silla e Gneo Papirio Carbone) e Marciano della Chiana (derivante dal nome di una gens Marcia, famiglia di rango patrizio ivi possidente di un fundus).
Anche nella Val di Chiana romana la presenza dei romani ha lasciato tracce: Castiglione del Lago fu fondata dai romani con il nome di Novum Clusium (nuova Chiusi), mentre presso la vicina Tuoro fu combattuta la celebre battaglia del Lago Trasimeno (21 giugno 217 a.C.), nella quale i cartaginesi guidati da Annibale inflissero una dura sconfitta all'esercito romano guidato da Gaio Flaminio, nel corso della seconda guerra punica.
Neppure i romani, almeno in un primo tempo, rinunciarono alle risorse della Val di Chiana. Il geografo greco Strabone e gli storici romani Plinio il Vecchio, Tito Livio e Tacito descrissero la Val di Chiana come il "granaio dell'Etruria".
Inoltre la posizione strategica della Val di Chiana, crocevia tra gli importanti centri di Florentia (l'attuale Firenze), Arretium (l'odierna Arezzo), Cortona, Clusium (oggi Chiusi), Urbs Vetus (oggi Orvieto) e la stessa Roma, indussero i romani a farvi passare la via Cassia del secolo III a.C., completata (con i collegamenti presso Luca [Lucca]) dal console Cassio Longino nel II secolo d.C.
Publio Cornelio Tacito, nei suoi Annales (I, 79), riferisce che nel 15 d.C. in Senato, a Roma, si discusse l'ipotesi di deviare gli immissari del Tevere per regolare le piene di tale fiume, essendo ascoltate le delegazioni di Municipi e Colonie. I Fiorentini chiesero che il Clanis non fosse deviato in Arno per evitare pregiudizi ai loro danni. Le doglianze dei Fiorentini furono ascoltate e pertanto gli ingegnosi curatores acquarum imperiali si astennero dal porre in essere opere idrauliche (come allaccianti pedecollinari e, infine, canali artificiali sottoquota) tese a portare le acque degli immissari del Clanis (e il Clanis medesimo) sino all'Arno, che lambiva Arretium (città etrusca che si trovava nel displuvio tra i due bacini idrografici) nonché il piede settentrionale del colle di Chiani (frazione di Arezzo da cui originava il Clanis). A causa dell'opposizione dei Fiorentini tutto ciò non fu realizzato. Sappiamo che in età imperiale, quando Roma contava un milione di abitanti, la Valle del Clanis era il granaio non solo dell'Etruria ma anche di Roma. Il frumento proveniente per via fluviale da tale valle era lavorato nel fondovalle di Urbs vetus (Orvieto), dove si trovano Ciconia e il Porto Romano di Pagliano. L'imperatore Nerone nel 65 d.C. fece costruire piccoli sbarramenti sul Tiber (Tevere) per rendere navigabile la parte centrale del suo Alveo durante le secche estive, consentendo agli appesantiti battelli fluviali di non arenarsi e di arrivare agevolmente al porto fluviale di Ripetta, a Roma, durante le Nundinae quando si svolgevano i giorni di mercato. Ciò ha fatto ipotizzare che anche nel Clanis (fiume) potrebbero essere state realizzate similari opere idrauliche. Tuttavia, l'impero romano non aveva interesse ad allagare la propria fertile valle, altmente antropizzata, in cui oltretutto correva la Via Cassia, sia vetus sia adrianea, la cui importanza si accentuò a partire dal tardo impero quando la Via Flaminia e la Via Aurelia erano divenute in buona parte impercorribili.

### L'Epoca medievale e la formazione della palude
Al tempo di Enrico III il Nero di Franconia, detto Enrico VII di Baviera (1016-1056), imperatore del Sacro Romano Impero, e del papa tedesco Leone IX (a cui nel 1054 succederà il papa tedesco Vittore II), alla morte di Bonifacio di Canossa (padre di Matilde di Canossa), marchese di Toscana, titolare di un ampio stato feudale, lungo l'erigendo tracciato della Via Romea Germanica fu realizzata una diga in terra battuta con sezione trasversale a "V" (detta "sotto ponte"), a sua volta sormontata da una diga in pietra locale (detta "sopra ponte") munita di contrafforti, più elevate rispetto all'alveo maggiore o di esondazione, che bloccarono lo scorrere delle acque del Clanis, determinando un grande pelagus e l'impaludamento della Valle del Clanis, da quel momento ridenominata "Val di Chiana" o "Chiane". Il Clanis infatti finì in breve tempo per riempiere l'alveo maggiore e poi esondare, creando il grande invaso descritto da Leonardo da Vinci (il quale rappresenta la Val di Chiana quando le acque erano già state deviate parzialmente verso l'Arno, grazie al fossatum novum del 1338). L'acqua, non potendo più defluire, stagnò su vaste aree chianine le quali, con l'arrivo della malaria (fine XII secolo), si tramutarono in un malsano acquitrino. Tale specchio d'acqua divise a metà la diocesi di Clusium".
Lungo la "Chiana" meridionale, nei pressi di Clusium, a seguito di un patto (tra Enrico V di Franconia e Papa Pasquale II), contestuale al patto di Sutri (Iuramentum Sutrinum) del 1111, si stabilì un confine tra la parte imperiale e quella papale, che divise a metà la diocesi di Clusium e che in parte coincideva con il pelagus. Tale linea coincide grossomodo con il confine tra Stato Pontificio e Granducato di Toscana e con l'attuale, tosco-umbro. Il territorio clusino posto a Est della Chiana fu detto Chiugi Perugino in quanto occupato da Perugia nel secolo XIII.
Della Valdichiana quale regione malsana nel Medioevo si sente parlare in diversi documenti a partire dalla seconda metà del secolo XI. A tal proposito occorre precisare come la pressoché totale migrazione della popolazione dalla grande pianura chianina verso i centri fortificati, siti nelle colline, non di rado edificati ex novo proprio in quell'epoca (come Monteleone d'Orvieto), non avvenne prima della metà dell'XI secolo. Si hanno infatti testimonianze, specie nei documenti vescovili del tempo, di pievi disseminate nel territorio chianino anche nel fondovalle, nei pressi del Clanis. Sono copiosi i documenti altomedievli, anche del secolo X e della prima metà del secolo XI, in cui si menzionano ville, ponti, strade, orti, vigne e quant'altro nel fondovalle del Clanis. Carlo Magno, dovendo spostarsi nell'inverno del 786 da Roma a Firenze, transitò proprio per la Via Cassia che si estendeva, in Val di Chiana, tra Arretium e Clusium passando per il fondovalle, come dimostra il probabile ritrovamento della mansio ad novas ad Acquaviva (Montepulciano), in destra idraulica del Clanis (lato occidentale), e poi da Clusium ai fines Clusinorum (tra Fabro e il podere Polvento) transitando nel fondovalle, in destra idraulica del Clanis, in quota superiore all'Alveo. La Via Cassia continuò a funzionare nell'alto medioevo, mentre vari tratti delle consolari Flaminia e Aurelia erano in buona parte impercorribili. Fino alla metà del secolo XI la Valle del Clanis ospitava molti generi di coltivazione, specialmente grano, farro, lino e papiro. Quest'ultimo era un utile supporto per la scrittura, ma sappiamo con certezza che dalla seconda metà del secolo XI il suo uso cessò.
È quindi ipotizzabile che lo spopolamento del fondovalle sia avvenuto repentinamente, dopo il 1055, quando il territorio chianino era divenuto così invivibile da impedire ogni possibilità di insediamento, coltivazione o sfruttamento del suolo. In vari documenti, dal 1057-1058 in avanti, si parla di acque ferme e di attraversamenti tramite navi. La malaria è attestata per la prima volta alla fine del secolo XII. Sempre dalla metà del secolo XI, si sviluppano la Via Francigena (già esistente ma fino ad allora meno transitata e caratterizzata da pochi luoghi di ospitalità) e la neonata Via Romea Germanica, mentre nel fondovalle, dal Muro Grosso verso nord, si formava un crescente lago (pelagus). Il trasporto solido delle piene dei fiumi, dei torrenti e dei fossi, con "effetto domino" a causa del mancato scorrimento dell'esondato Clanis, furono la causa del progressivo impaludamento della valle.
Secondo la tradizione la giovane Santa Margherita da Cortona, vissuta nel secolo XIII, attuale patrona della città cortonese e nativa di Laviano, durante una fuga notturna con l'amato Arsenio Del Pecora da Montepulciano, di cui Arsenio era signore, rischiò l'annegamento per via della barca che si era ribaltata.
Nel 1338 i Fiorentini, subito dopo la conquista di Arezzo, ordinarono la costruzione di un canale artificiale (l'ultimo tratto de futuro Canale maestro della Chiana), detto fossatum novum, per portare le acque del grande acquitrino (che lambiva Arezzo) in Arno, bonificando così l'area più a Settentrione della Val di Chiana. Dopo il 1338, grazie al nuovo canale artificiale, scavato nella roccia, il displuvio tra i due Bacini Idrografici (Arno e Tevere) venne a trovarsi nei pressi di Pieve al Toppo, dove iniziava tale canale. I monaci di Santa Flora e Lucilla, presso Arezzo, che gestivano un redditizio mulino vicino alla città (esistente nel 1115), posto lungo il corso di un torrente locale (immissario dell'Arno), abbandonarono tale struttura ed edificarono un'industria molitoria nel fossatum novum, più a valle rispetto all'odierna infrastruttura (Chiusa dei Monaci del 1603). Il rilevante sbarramento in legno costruito dai monaci (più volte distrutto dalla forza delle acque) fu detto "Chiusa dei Monaci". Con l'implementazione del fossatum novum (in lunghezza, larghezza e profondità) e con la realizzazione di altre opere idrauliche nel secolo XIV come Ponte alla Nave e specialmente i Ponti Murati di Arezzo (diga munita di cataratte del 1338), il displuvio tra Val di Chiana settentrionale e Val di Chiana meridionale (ovverosia dei bacini idrografici dell'Arno e del Tevere) cominciò lentamente a spostarsi verso Sud.

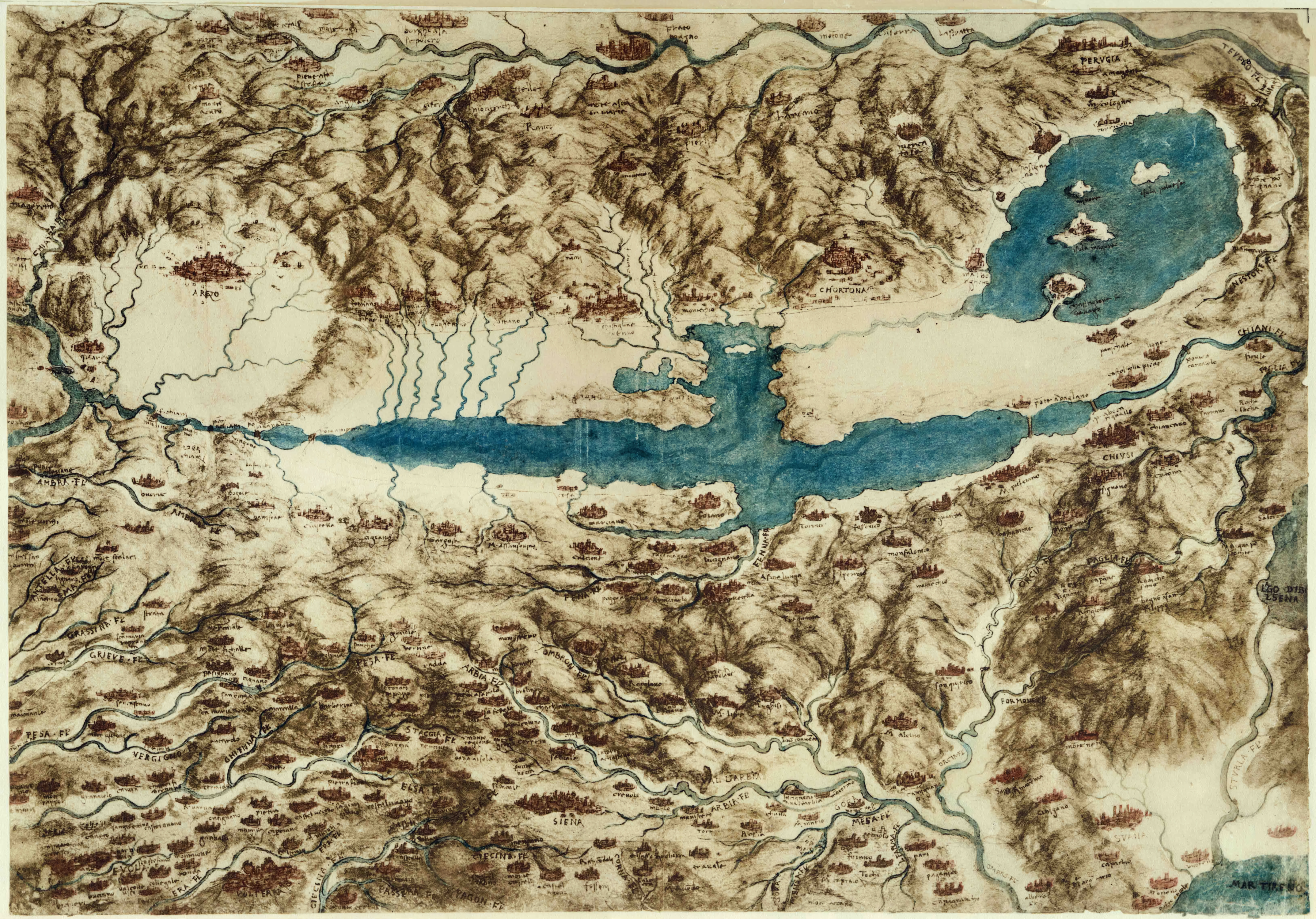
Mappa della Val di Chiana, Leonardo da Vinci, 1502-03, Windsor, Royal Library

Le dimensioni della palude divennero notevoli e Leonardo da Vinci, in una mappa da lui realizzata tra il 1502 e il 1503, mostra al centro della Val di Chiana un vasto territorio sommerso dalle acque, circondato da colline sulle quali sorgevano appunto gli abitati. Tale cartografia è di fondamentale importanza in quanto, tra l'altro, mostra il displuvio tra i due versanti della valle, collocato tra Foiano della Chiana e Sinalunga-Torrita di Siena. Da Cortona le acque fluiscono verso l'Arno, mentre dal torrente Foenna esse fluiscono verso il Tevere, sebbene le acque fossero quasi ferme e scorressero lentamente. In tale celebre mappa i laghi di Chiusi e di Montepulciano erano indicati come Chiari in quanto, rispetto alle acque stagnanti circostanti, erano più profondi e cristallini.
Tale mappa di Leonardo è, tuttavia, almeno in parte inesatta in quanto, come rileverà Bettino Ricasoli in una sua dettagliatissima mappa del 1551, posseduta dall'Archivio di Stato di Firenze, in quell'anno il displuvio tra Arno e Tevere si trovava tra Brolio e Pigli (presso Arezzo), per via dei prolungamenti effettuati nel corso dei secoli al Canale Maestro della Chiana ("fossatum novum", inizialmente di 400 metri, poi a più riprese prolungato). Leonardo non rappresenta la diga ai piedi di Carnaiola in quanto opera militare a cui non poteva accedere e né, quindi, poteva conoscere. La diga ("Muro della Lega") sarà però descritta da Ricasoli nel 1551, poco prima della sua demolizione centrale, riparata poi nel 1601 da Clemente VIII (cfr. infra).
Le acque putride e stagnanti avevano portato la malaria, dalla fine del secolo XII, veicolata dalla zanzara anofele. Il morbo falcidiò la popolazione locale per secoli, specie nei periodi caldo-umidi. A tal proposito restano celebri le parole di Dante:
di Valdichiana tra 'l luglio e 'l settembre»
(Dante Alighieri, Divina Commedia - Inferno, XXIX canto, 46-47)
Il Sommo Poeta ricorda le acque stagnanti della Chiana nel verso 23 del XIII canto del Paradiso, dove descrive il lento «mòver della Chiana». Mentre Fazio degli Uberti, nel "Dittamondo", attesta come pure l'idropisia minasse seriamente la salute dei chianini del tempo:
perché l'aire e le Chiane li nemica
sì che li fa idropichi e rinfusi»
(Fazio degli Uberti, Dittamondo - libro III, capitolo X, vv. 22-24)

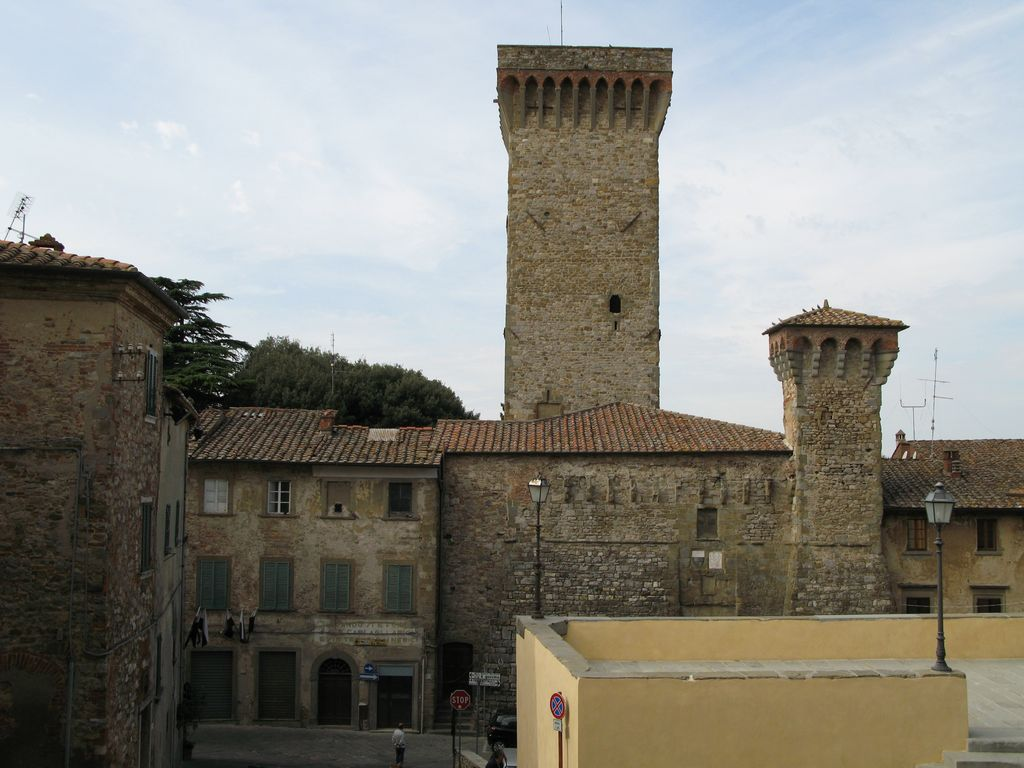
Le torri della rocca senese a Lucignano

I locali centri, messi a dura prova dalla palude, si organizzarono realizzando veri e propri porti lacustri, al margine di tali acque (ricoperte in parte da giuncheti e canneti), come si deduce dagli Statutari Cortonesi del 1325, che deliberavano «tre navi nuove per i porti di Fasciano, di Foiano e di Creti». Si hanno inoltre testimonianze di porti anche a Cignano e Farneta (sempre nel cortonese), a Bettolle (nel comune di Sinalunga) e a Cesa (nel comune di Marciano della Chiana). Anche la toponomastica odierna ricorda il vasto acquitrino: eloquenti due zone di Castiglion Fiorentino che portano il nome di Rivaio e Spiaggina, mentre nel medesimo comune si trovano la località della Nave e il Melmone, zona della frazione di Brolio. Tra l'altro, proprio a Brolio la palude raggiungeva il punto di massima profondità, 3 metri.
Lo stesso termine "chiana" divenne sinonimo di palude. Scrive Luigi Pulci nel "Morgante":
per boschi, per burron, per mille chiane
e non s'avevon messo nulla in seno»
(Luigi Pulci, Morgante - XXIII canto, stanza 41)
La drammatica situazione in cui versava il luogo fu accentuata dalla peste nera, che nel 1348 non risparmiò neppure la Val di Chiana.
Per contro, centri di origine etrusca, romana e longobarda, anche ospitanti sedi vescovili, continuarono a suscitare interesse nelle città di Firenze, Arezzo, Siena, Orvieto e Perugia. La zona maggiormente contesa era il territorio diocesano chiusino, oltre all'area di Montepulciano. Nel 1235 si concluse una guerra tra Siena e Orvieto (alleata di Firenze), con un trattato che conservò lo status quo ante, anche rispetto al controllo su Chiusi e Montepulciano.
La sottomissione di Orvieto e di Perugia allo Stato pontificio riavvicinò alle sorti di Roma la parte umbra della valle, che da allora avrebbe preso il nome di Val di Chiana Romana. Nella parte toscana, invece, la caduta di Arezzo sotto Firenze determinò la sopravvivenza di due soli stati (la città del Giglio e la Repubblica di Siena) nel dominare valle. La svolta si ebbe nel 1544, quando i senesi (che già controllavano le aree oggi ricomprese nella Val di Chiana senese, più la roccaforte di Lucignano), guidati dal fiorentino (nemico di Cosimo I de' Medici) Piero Strozzi, irruppero in Val di Chiana, distrussero Foiano della Chiana e occuparono Castiglion Fiorentino nonché Marciano della Chiana. In tutta risposta i fiorentini, guidati dal marchese di Marignano, Gian Giacomo Medici detto il Medeghino, espugnarono Marciano della Chiana e da qui fecero partire la propria controffensiva vittoriosa nella celebre Battaglia di Scannagallo, presso Marciano della Chiana (2 agosto 1554).
Da quel momento la parte toscana della Val di Chiana entrò definitivamente sotto il dominio fiorentino, dei Medici prima e dei Lorena poi, sotto i quali sorse il Granducato di Toscana.

### Il Dominio fiorentino e la bonifica della Val di Chiana toscana

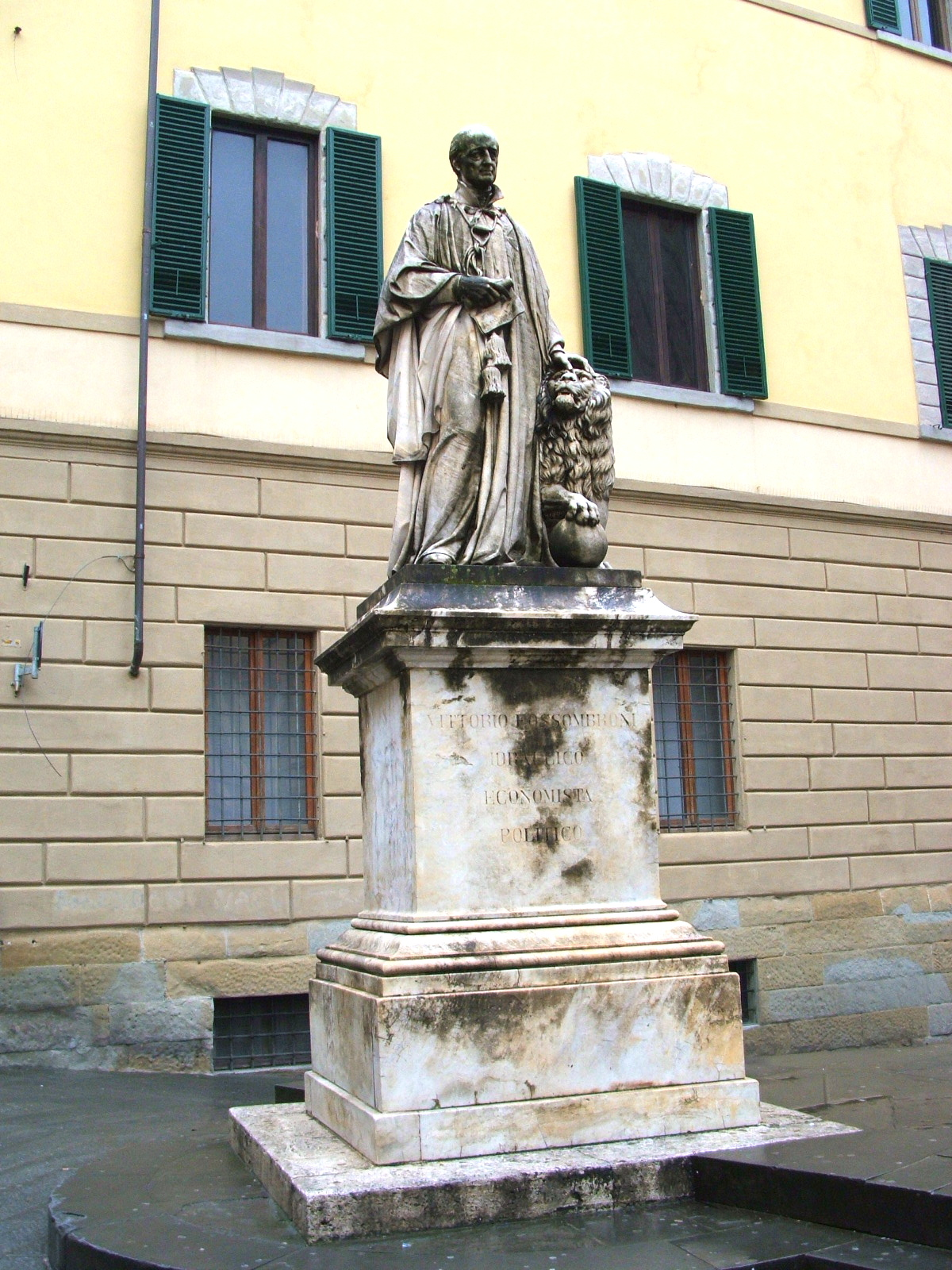
Monumento a Vittorio Fossombroni ad Arezzo

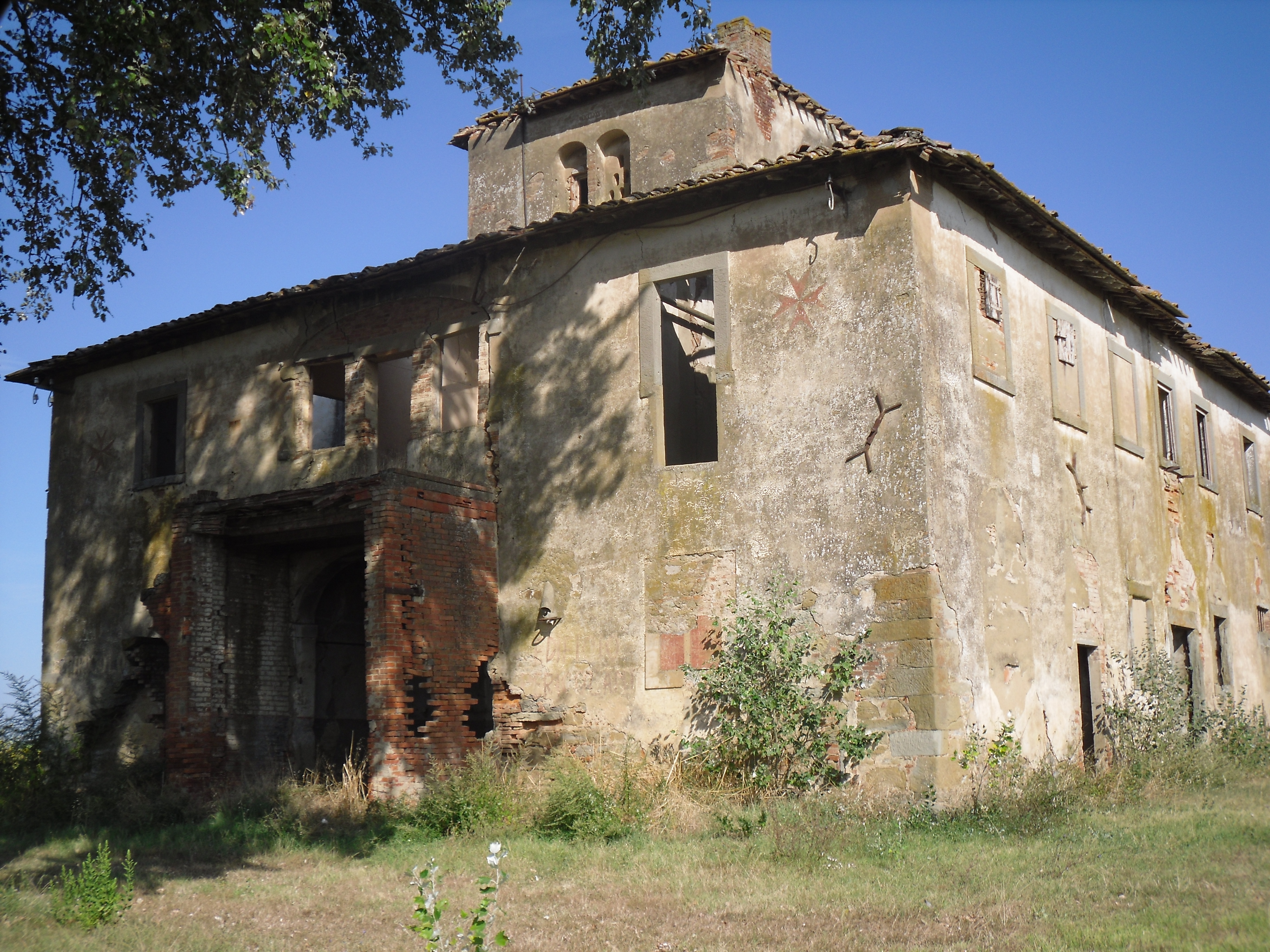
Un'antica "casa leopoldina", edificata durante il granducato di Pietro Leopoldo I di Lorena (1765-1790), presso Santa Caterina di Cortona. Sono visibili, ad entrambi i lati della parte alta della facciata, le insegne granducali (croci di Malta rosse)

Nel 1338 la Repubblica di Firenze ordina al Comune di Arezzo la costruzione di un “fossatum novum”, da scavare nella roccia della goletta di Chiani (tra i colli di San Zeno e di Chiani), per far fluire le acque delle Chiane verso l’Arno, la cui costruzione è attestata nel 1339. Nel 1345 gli statuti aretini pongono l’obbligo di ampliare e mantenere efficiente tale fossato, scavato nella roccia, che partiva dai “Ponti murati di Arezzo” (un sistema di chiuse per regolare il deflusso delle acque verso l’Arno). In tale canale vengono deviati alcuni torrenti, come il Vingone, per garantire capienza d’acqua alla chiusa che nel frattempo i monaci di Ss. Flora e Lucilla avevano costruito nel nuovo alveo, per alimentare un’industria molitoria. Successivamente alla costruzione da parte della Repubblica di Siena, nel 1359, di un ponte ligneo sulle Chiane tra la chiesa “Testa di Ponte” e il piede del colle di Valiano, la Repubblica di Firenze delibera l’ampliamento e il prolungamento del “fossatum novum” negli anni 1384, 1388, 1436, 1447 e 1486 che comincia a prendere le sembianze dell'odierno Canale maestro della Chiana.
Nel 1430-93 è documentata la cerimonia dello “Sposalizio delle Chiane” in area chiusina.
Agli esordi della seconda metà del secolo XVI Cosimo I de' Medici cominciò la bonifica della Val di Chiana, sia della parte settentrionale (tributaria dell'Arno) sia della parte meridionale (tributaria del Tevere), già progettata dal papa fiorentino Clemente VII (cfr. infra). La bonifica della Val di Chiana meridionale, o Romana, era stata voluta dal papa toscano Ciocchi del Monte (Giulio III) e fu eseguita da Rafael Bombelli, matematico e ingegnere su incarico di Alessandro Rufini vescovo di Melfi (delegato del papa). Bombelli, anzitutto, demolì centralmente la diga del Muro Grosso.
Dopo l'alluvione di Roma del 24 dicembre 1598, Papa Clemente VIII, di famiglia fiorentina esiliata dai Medici, ritenne responsabile dell'alluvione tiberina la Val di Chiana. Egli nel 1599-1601 fece ricostruire la diga del Muro Grosso, allagando così i terreni bonificati che erano stati acquistati dai Medici nella prima metà del XVI secolo su iniziativa di Papa Clemente VII (Giulio Zanobi di Giuliano de' Medici). Questi, prima di iniziare le bonifiche, aveva acquistato (a titolo personale) una parte del fondovalle della Val di Chiana centro-meridionale dalle comunità locali, a partire da Foiano della Chiana, compresa Castel della Pieve. Quest'ultima, posta lungo la Via Romea Germanica, prese il nome di Città della Pieve dopo che Papa Clemente VIII ne fece una sede vescovile, il 25 settembre 1600, assegnandole territori (diocesani) lungo il confine con il Granducato di Toscana.
Sempre nel 1599, Clemente VIII costruì altre due dighe, più a monte del Muro Grosso. Una delle due bloccava alcuni corsi d'acqua toscano tra cui l'antico alveo del fiume Astrone e era collocata nel confine tra i due stati, pontificio e toscano (oggi confine regionale tosco-umbro), tra il Poggio dei Cavalieri e il piede del Monte Cetona. L'altra diga era collocata tra il Poggio dei Cavalieri e il piede collinare di Città della Pieve. La diga che bloccava il fiume Astrone fu detta "Bastione di Clemente VIII" mentre la diga che ostruiva il letto principale dell'esondato Clanis fu detta "Buterone". Le suddette opere idrauliche erano mantenute in esercizio dalla Congregazione speciale per le Chiane con sede a Città della Pieve nell'odierno palazzo municipale. Essa era una ramificazione della Sacra Congregazione delle acque istituita da Papa Sisto V nel 1587. Una parte del bastione detto Buterone, unitamente all'omonima torretta medievale (affiancata dal ponte) in laterizio, era già esistente in corrispondenza dell'antico alveo del Clanis, trovandosi nei pressi del confine tra lo Stato di Orvieto (protettorato romano dal sec. XIV), quello di Perugia (anch'esso afferente ai "Romani") e la Repubblica di Siena, come si vede in alcuni cabrei cinquecenteschi. In tali rappresentazioni grafiche, a ottocento metri a monte del Buterone, è già rappresentato il primo tratto del bastione del Campo alla Volta, posto a sbarramento dell'antico alveo del Clanis, anch'esso (come il Buterone) non ancora prolungato sino al Poggio dei Cavalieri.
Vista la situazione ambientale determinata da tali bastioni, Ferdinando I de' Medici tentò di farli rimuovere in via diplomatica, ma Clemente VIII fu irremovibile. L'attività diplomatica andò comunque avanti e così, nel 1600, a novembre, fu siglata una Concordia - tra i due stati - disciplinante aspetti minori tra cui il deflusso del fiume Astrone: le acque bianche potevano fluire verso il Tevere mentre quelle di piena rimanevano stagnanti a monte del Buterone, per mezzo di un regolatore. Un'ulteriore ed altrettanto poco risolutiva Concordia fu siglata nel 1607.

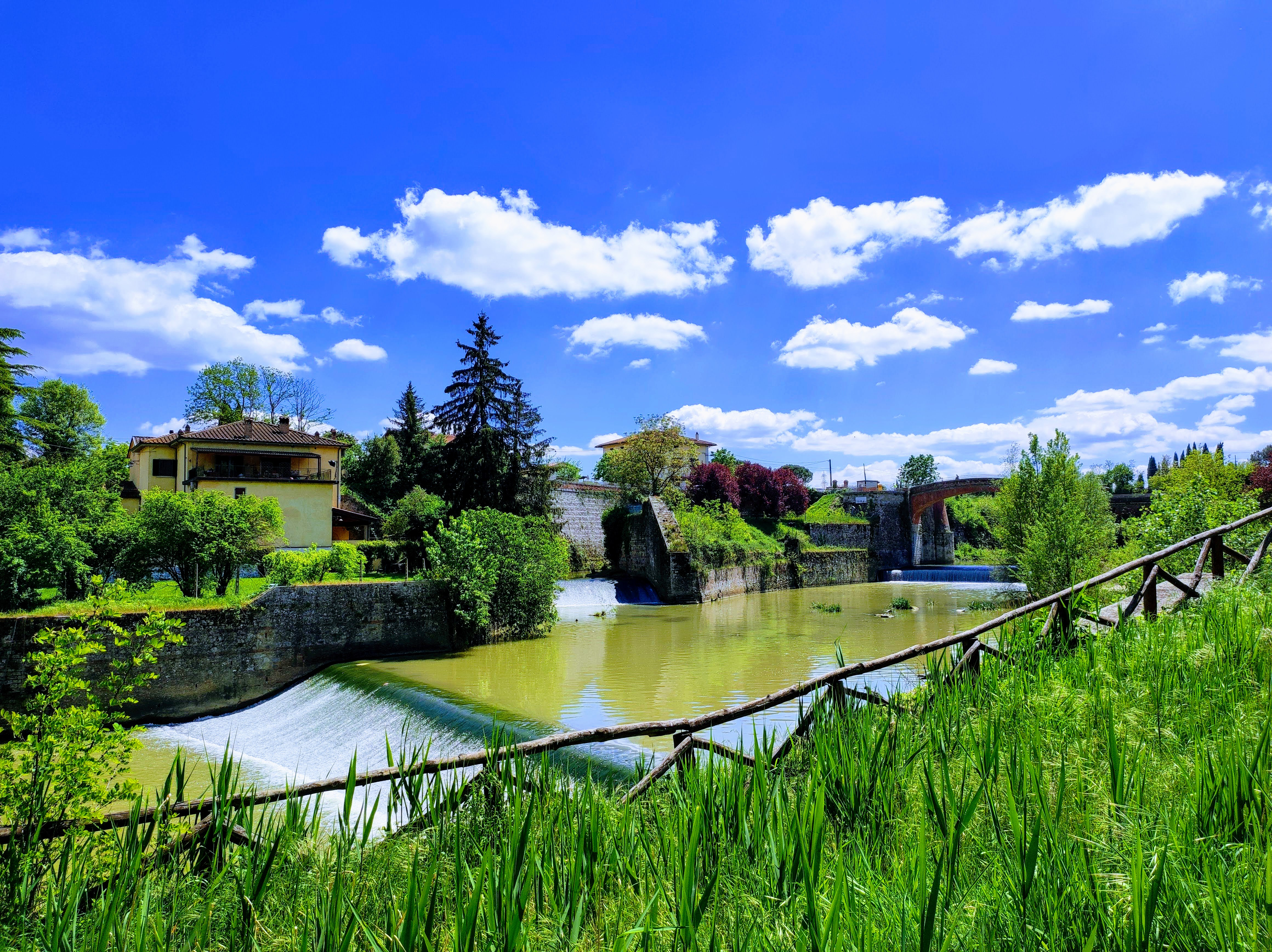
Chiusa dei Monaci del 1603-1612 vista dal Sentiero in sinistra idraulica, riprogettata nel sec. XIX da Alessandro Manetti, in parte distrutta durante la seconda guerra mondiale. Foto del 4 maggio 2023, h 13:27

Nel 1601, per proteggere Roma dalle esondazioni del Tevere, la Sacra Congregazione delle Acque completò la ricostruzione della parte centrale del Muro della Lega (o Muro Grosso) presso Carnaiola (loc. Colombaio). La grande massa d'acqua risalente da Sud, a causa delle più avanzate dighe pontificie (con quota apicale [ca. 248/249 MT s.l.m.] superiore a quella dei Ponti Murati di Arezzo [ca. 243/244 MT s.l.m.]), impose al Granducato di Toscana di prendere contromisure per proteggere Firenze, Pisa e l'intero Val d'Arno dalle esondazioni dell'Arno. In effetti, lo stesso anno (1601), la grande mole idrica risalente da Sud distrusse la pescaia dei Monaci di Ss. Flora e Lucilla, i quali chiesero al Granduca di poterla riedificare 80 braccia più a monte, lungo il fossatum novum (Canale maestro della Chiana). Viste le grandi inondazioni che, a causa del riversamento delle acque dell'invaso (Chiana), affliggevano il Val d'Arno, il Granduca concesse l'autorizzazione il 17 novembre 1603. Realizzata la struttura, questa fu abbattuta nel 1607 dalla forza dell'acqua, con grande danno per Firenze e tutto il Val d'Arno. Così nel 1608 il Granduca ordina ai Monaci di ricostruirla, ordinando altresì nel 1609 al Commissario d'Arezzo di provvedere in loro vece, se costoro avessero difettato. Pertanto la diga in pietra, alta 12,60 MT, fu ricostruita dai Monaci, ma subito distrutta dall'impeto delle acque. Così il Granduca ordinò la ricostruzione della medesima e che fossero prestati ai Monaci, a interesse zero, 5.000 scudi per fare fronte alle spese. Nel 1611-1612 la diga fu nuovamente rifabbricata.
Nel 1643, durante la Guerra di Castro, l'esercito granducale fece breccia nelle tre dighe pontificie, consentendo alle acque di fluire verso il Tevere. Le tre dighe (Muro Grosso, Bastione di Clemente VIII e Buterone) furono rimesse in pristino.
Nel 1644 fu stipulata un'ulteriore Concordia tra lo Stato della Chiesa e il Granducato di Toscana, a proposito della situazione idraulica al confine tra i due stati, che sortì scarsi effetti sulla bonifica del fondovalle.
Intorno al 1690, a monte del Buterone, a circa 900 metri dal confine con il Granducato di Toscana, fu realizzata un'altra diga, di quota apicale più elevata [252/253 MT s.l.m.] rispetto alle precedenti. All'interno di tale diga, nel suo versante orientale, quasi ai piedi del colle di Città della Pieve, nel 1727 fu inserito un regolatore (cosiddetto Callone Pontificio) nel punto di attraversamento del "Fosso delle Cannucce" (oggi "Chianetta"), da cui si gestivano le cataratte di chiusa (con platea più elevata di quella odierna). Tale diga prese il nome di Campo alla Volta. Di contro, nel Granducato di Toscana, per fronteggiare la grande massa d'acqua che stava risalendo dal Campo alla Volta, fu costruita una diga, nei pressi di Valiano, in cui fu incastonato un regolatore nel 1723, cosiddetto "Callone". Per questo tale diga è detta Callone di Valiano. Tra le due dighe c'era un ampio ristagno d'acqua.
Nei secoli XVI e XVII la vasta palude, che aveva un andamento longitudinale (nord-sud e sud-nord, a seconda della direzione delle acque), si estendeva con varia ampiezza da Pieve al Toppo all'area clusina, passando per i Chiari di Montepulciano (Lago di Montepulciano) e di Chiusi (Lago di Chiusi), con un'ampia ramificazione all'altezza di Monticchiello, presso Castiglion Fiorentino, con vari porti lacustri che collegavano le due rive del vasto palude come quelli di Pieve al Toppo, Pilli, Manziana, Puliciano, Alberoro, Cesa, Brolio, Foiano, Torrita di Siena, Creti, Farneta, Cortona o delle Chianacce, Valiano, e non solo.
A lungo il governo fiorentino, consapevole della potenziale ricchezza della Val di Chiana, cercò di bonificare la palude, inizialmente con buoni risultati a cominciare da Cosimo I de' Medici. Tali risultati furono parzialmente vanificati dagli eventi successivi all'alluvione di Roma del 24 dicembre 1598. Da allora furono incaricati vari ingegneri tra cui Galileo Galilei, Evangelista Torricelli e Vincenzo Viviani. I loro tentativi non poterono sortire miglioramenti significativi a causa degli sbarramenti sia toscani (come Chiusa dei Monaci, Ponti di Arezzo) sia pontifici. Costoro elaborarono soluzioni che prospettavano l'eliminazione o il notevole ribasso delle chiuse, soluzioni ineseguibili in area pontificia e di ostica realizzazione in area toscana, anche per il divieto, posto dal governo di Firenze, di "girare" in Arno le acque chianine fluenti verso il Tevere, poiché si temeva che avrebbero provocato ondate di piena allagando Firenze.
Nei primi 35 anni del XVIII secolo gli ultimi Medici fecero bonificare circa due terzi della palude, anche per rendere produttive le loro vaste proprietà nel fondovalle. Le fattorie granducali furono così ampliate nelle loro estensioni e con i primi Lorena furono poi affittate (Bettolle, Foiano della Chiana, Fonte a Ronco, Montecchio).
Nel 1769 la danneggiata pescaia - in pietra - appartenente ai Monaci benedettini di SS. Flora e Lucilla, collocata dal 1601 laddove si trova ancor oggi (seppure modificata secondo il progetto ottocentesco di Alessandro Manetti), fu ricostruita.
Nel 1780, in accordo con la Curia romana, la Chiana fu separata con un argine, presso Chiusi-Po' Bandino, che ancor oggi segna il confine tra il bacino idrografico dell'Arno e quello del Tevere. Nel 1780 fu siglato un trattato, tra lo Stato Pontificio e il Granducato di Toscana, che agevolò la bonifica della Val di Chiana. La diga del Muro Grosso fu demolita centralmente, furono rimosse le cataratte nel Callone Pontificio (lungo il fosso delle Cannucce o Chianetta), il fiume Astrone fu riportato nel suo antico alveo, verso il Chiani (affluente del Paglia), il torrente Tresa (raccogliente anche le acque dei torrenti Moiano, Maranzano e Rio Maggiore) fu girato verso il Lago di Chiusi al pari del torrente Montelungo, furono fissati i confini tra i due stati (in parte coincidenti con il canale Chianicella) e l'Argine di Separazione tra la Val di Chiana Toscana e quella tiberina fu fatto partire dall'argine destro del torrente Montelungo per arrivare a Pò Bandino.
Un giurista aretino con competenze idrauliche, il conte Vittorio Fossombroni, poi ministro di stato, dimostrò l'efficacia di una tecnica alternativa alla canalizzazione delle acque per il loro deflusso, già da tempo nota e sfruttata in Val di Chiana, che poi sfruttò. Incaricato di riprendere i lavori di bonifica dal Granduca Pietro Leopoldo I di Lorena nel 1788, Fossombroni utilizzò il sistema della cosiddetta "bonifica per colmata" a partire dal punto più a settentrione, cioè dalla quota più bassa della Val di Chiana toscana. Esso consisteva, principalmente, nel permettere alle acque fluviali dei torrenti della valle di scaricarsi nelle zone palustri, lasciando sedimentare i loro detriti alluvionali e così appunto "colmando" le suddette aree (vasche di colmata). Depositati i detriti, le acque bianche venivano fatte fluire attraverso canali artificiali fino al Canale maestro della Chiana. Il deflusso è peraltro facilitato dal fatto che i sedimenti permettono alla piana un progressivo innalzamento, riversando quindi le acque nei bacini fluviali più vicini L'anno precedente Fossombroni aveva sottoposto al Granduca Pietro Leopoldo il manoscritto Memorie Idrauliche Storiche sopra la Val di Chiana (pubblicato nel 1789), in cui sviluppava per la prima volta un piano sistematico di bonifica per colmata nell'intera valle. Fossombroni ricoprirà il ruolo di soprintendente per ben 40 anni, fino al 1828. La più importante colmata di Vittorio Fossombroni è quella di Brolio, nel comune di Castiglion Fiorentino. Il progetto di Fossombroni, all'epoca, trovò efficienti esecutori quali il lucignanese Federico Capei. Fossombroni, tuttavia, cominciando a bonificare dalla zona più a valle della Val di Chiana aretina, probabilmente non aveva agevolato la bonifica nell'alta Val di Chiana, tra Foiano della Chiana e il fondovalle di Chiusi, comprensivo dell'argine di separazione, essendo ciò un punto dibattuto negli anni venti del secolo XIX. Il governo fiorentino promosse Vittorio Fossombroni nella Segreteria di Stato granducale.
L'attività di bonifica fu quindi affidata ad Alessandro Manetti, architetto e ingegnere che aveva studiato all'École nationale des ponts et chaussées. Manetti realizzò varie opere idrauliche, come gli Allaccianti di Destra e di Sinistra, necessarie per bonificare l'alta Val di Chiana toscana (tra Foiano e Chiusi). Egli ridusse considerevolmente le soglie della Chiusa dei Monaci, nel 1838 e nel 1845, portandola pressappoco a come la vediamo oggi, e del Callone di Valiano, che erano state lievemente ribassate dal Fossombroni. Le nuove colmate chianine furono coordinate con la realizzazione delle opere idrauliche. Il complesso sistema idraulico in questione, che dall'odierna Chiusi Scalo (sorta all'inizio del secolo XX) conduce le acque chianine verso l'Arno, consta anche di "botti" (corsi d'acqua che si incrociano l'uno sotto l'altro, senza mescolarsi, come la Botte dello Strozzo) e della separazione tra acque alte (di origine collinare) e acque basse di pianura. Tale reticolo è ancor oggi funzionante e ha consentito l'antropizzazione del fondovalle. Esso non ha provocato e non provoca alcun danno al corso del grande fiume toscano (Arno), né alla città di Firenze (l'alluvione del 1966 non fu infatti causata dalle acque provenienti dalla Valdichiana), né a quella di Pisa.
Dopo Alessandro Manetti, subentrò nel coordinamento della bonifica Ing. Carlo Possenti (nel 1860) del Genio Civile di Arezzo, poi altri come Baccarini e Rampazzi.
Dal 1780, nel giro di pochi decenni, il panorama era cambiato completamente. La valle cominciava finalmente a prosciugarsi, sebbene non ovunque in modo uniforme, il terreno cominciava a tornare fertile e coltivabile, la malaria cominciava a scemare e gli esseri umani a popolare la piana, sotto lo stimolo dei Comuni e del governo fiorentino che, memori della grande ricchezza agricola in epoca etrusca e romana, volevano tornare a quelle grandi rese per soddisfare, tra l'altro, il fabbisogno alimentare.

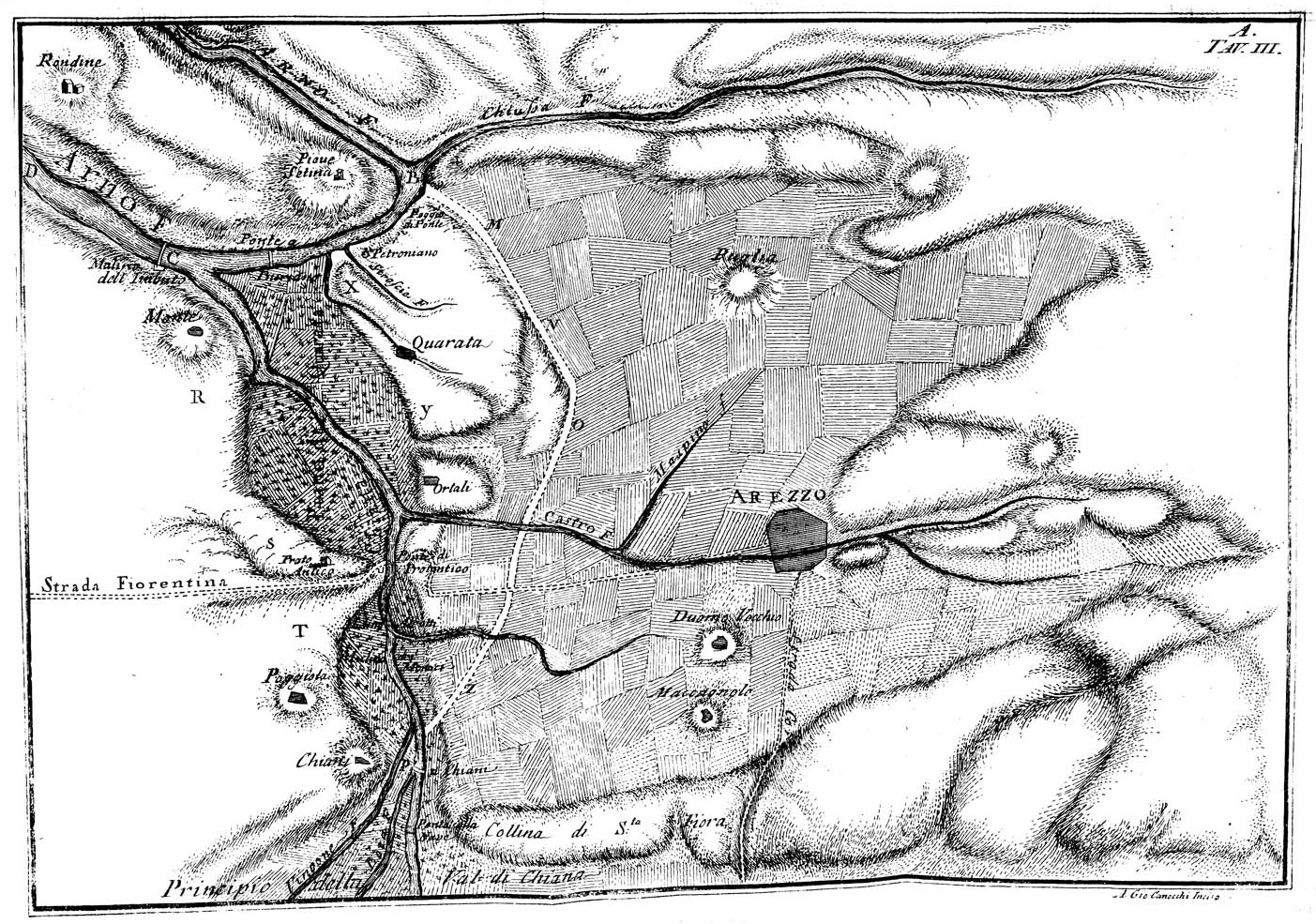
Mappa della piana aretina, del torrente Castro e del tratto terminale del fossatum novum (del 1338, sfociante in Arno) in un volume del 1789

Il successo della bonifica, in parte per colmata e in parte per mezzo di ingegnose opere idrauliche, in Val di Chiana, fu di grande ispirazione per altri ingegneri, primo tra tutti lo stesso Alessandro Manetti che fu in seguito incaricato della bonifica di ampie aree della Maremma.

### Il dominio pontificio e la bonifica della Val di Chiana romana

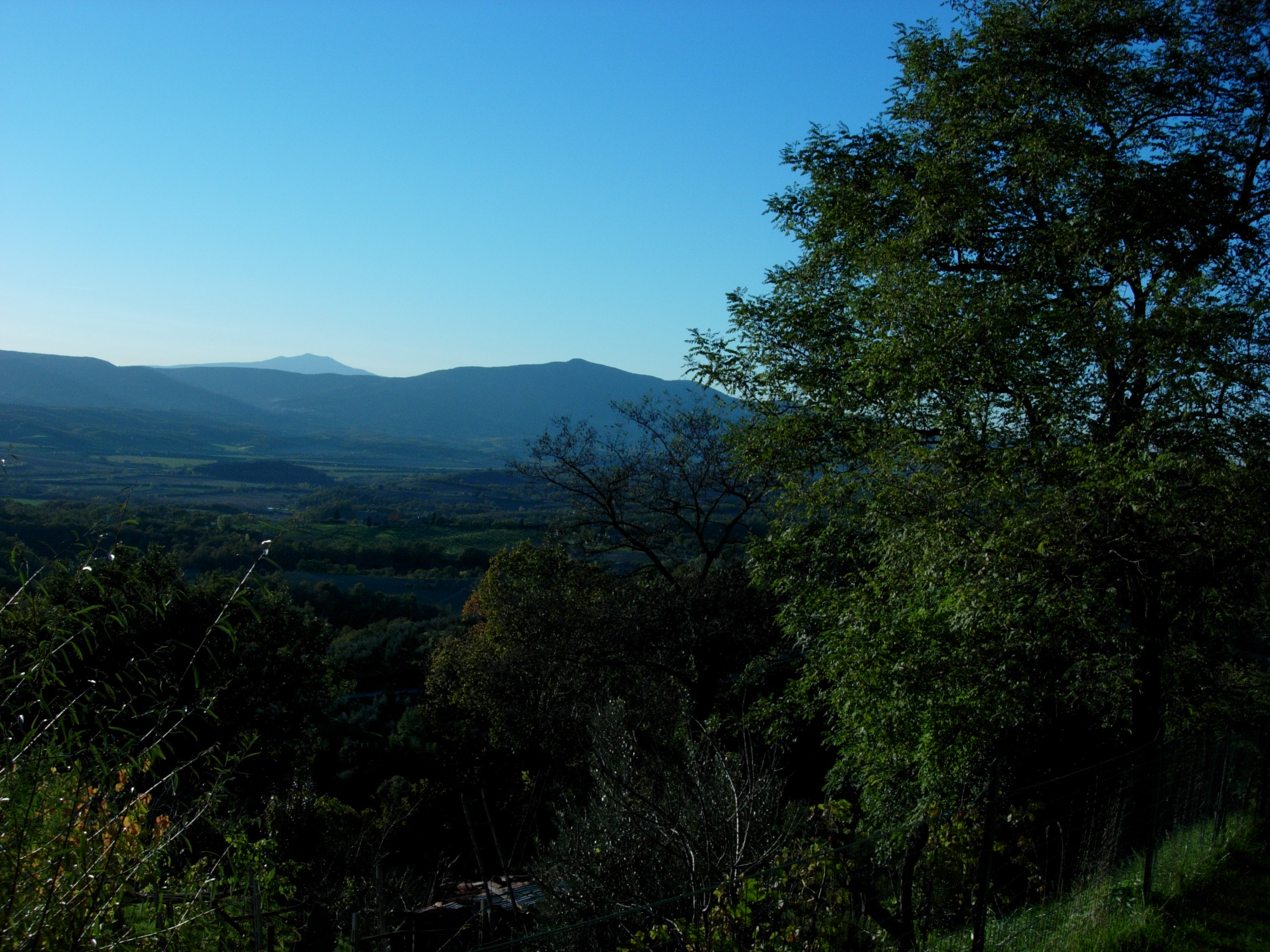
Vista della Val di Chiana romana presso Monteleone d'Orvieto

Le sorti della parte della valle sotto la dominazione papale ebbero esiti in parte analoghi a quelli della parte toscana. La divisione della Val di Chiana in più Stati non aveva certo facilitato le cose, con i governi intenti ad adottare soluzioni talvolta concordate e di immediati effetti positivi, come le bonifiche cinquecentesche, talvolta ispirate a motivi bellici come gli sbarramenti pontifici della seconda guerra delle acque iniziata da Clemente VIII nel 1599 che, nella parte toscana, produssero effetti devastanti. Solo a valle del Muro Grosso i vari piccoli sbarramenti (strumentali all'industria molitoria) non crearono particolari disagi per via dell'elevata pendenza dell'alveo tra il Muro Grosso e Orvieto.
Dopo la realizzazione dell'emissario di San Savino da parte di Braccio da Montone, nel 1422, che drenava le acque del Lago Trasimeno (fino ad allora tributario della Val di Chiana meridionale tramite la Val di Tresa), nel fosso Caina, da lì nel fiume Nestore e da lì nel Tevere, nel 1490 Papa Innocenzo VIII deviò il corso dei maggiori affluenti del Lago Trasimeno, ovverosia i torrenti Rio Maggiore (originante da Sanfatucchio) e Tresa (originante da Panicale), verso la Val di Chiana meridionale, in particolare verso Chiusi, dove sfocia la Val di Tresa.
Sulla bonifica della Val di Chiana (sia Romana sia Toscana) nel secolo XVI grazie a papi toscani da un lato e a Cosimo I de' Medici dall'altro lato, sulla cd. Seconda Guerra delle Acque iniziata nel 1599 da Papa Clemente VIII con la riedificazione della diga del Muro Grosso (tra Carnaiola e Monte Alvano) e con l'edificazione di altre due dighe al confine con il Granducato di Toscana (Bastione di Clemente VIII e Buterone), sulla nascita della diocesi di Città della Pieve (già Castrum plebis) in territorio pontificio nel 1600 (a presidio del confine con il Granducato di Toscana), sulla Concordia del 1600, sulla breccia nelle suddette dighe operata dall'esercito granducale nel 1643 al rientro dalla Guerra di Castro, sulla Concordia del 1607 e sul completamento intorno al 1690 della nuova diga pontificia detta "Campo alla Volta" a ridosso del confine con la Toscana medicea cfr. supra: "Il dominio fiorentino e la bonifica della Val di Chiana toscana".
Dopo la stipulazione della Concordia del 1664, intorno al 1690 la pontificia Congregazione speciale per le Chiane di Città della Pieve consolidò i bastioni pontifici sulla Chiana e inoltre completò la diga detta "Campo alla Volta" (un complesso di argini uniti), a ridosso del confine statale, che innalzò ulteriormente la quota dell'invaso artificiale tra tale bastione e quello granducale di Valiano, in Val di Chiana senese, che gli si contrapponeva. Nel 1719 i plenipotenziari dei due stati belligeranti redassero il testo di una "Concordia" (trattato internazionale) per mettere fine alla Seconda Guerra delle Acque (iniziata nel 1599) e concordare la bonifica della valle tra il Callone di Valiano e il Muro Grosso. Tale Concordia (con elementi progettuali) è rappresentata da un dettagliato cabreo dal titolo Pianta e profilo dello stato dell' Acque delle Chiane dal Ponte di Valiano fino al Ponte di Sotto, e di li al muro grosso, ma mai fu siglata dai due Stati, rimanendo un atto incompiuto. Pertanto i due Stati si mossero separatamente. Il governo pontificio dette avvio alla bonifica della valle attraverso il ricorso ai calloni (o regolatori), opere di presa di un corso d'acqua costituite da uno sbarramento con luci laterali e da un'apertura chiudibile mediante una paratoia. Dopo quello costruito a Valiano (nella parte toscana) nel 1723, la Val di Chiana romana fu dotata di un proprio callone, edificato a Campo alla Volta nel 1727 e funzionante fino al 1786. Frattanto la collaborazione pontificia con il governo del Granducato di Toscana continuava: nel 1777 fu approvata la "Pianta della Confinazione concordata fra i Deputati Pontificii, e Toscani"; nel 1780 i due Stati firmarono presso Città della Pieve il "Concordato per la Bonificazione delle Chiane nei territori di Chiusi e Città della Pieve". Da quella data furono definitivamente alzate le cataratte (regolate dal soprastante Callone pontificio) che ostruivano le acque nel "taglio delle cannucce", furono realizzate le opere idrauliche pattuite e cominciò la vera bonifica dell'alta val di chiana sia romana (prevalentemente per essiccazione) sia senese (prevalentemente per colmata). Quarant'anni dopo, nel 1820, ne seguì un altro, in seguito al quale la bonifica attraverso il sistema delle colmate fu adottata anche per la Val di Chiana romana, sotto la supervisione degli ingegneri Girolamo Scaccia e Clemente Folchi, che nel concordato concertarono la bonifica della zona con gli omologhi toscani Capei e Manetti.
E così, dopo che la "Congregazione speciale per le Chiane di Città della Pieve” (nata nel 1587 e agevolata nel 1600 dalla creazione della diocesi di Città della Pieve) ebbe ricostruito la diga del Muro Grosso (1601), aggiunto due dighe nel fondovalle a ridosso del confine con il Granducato (1599-1600) e infine completato il bastione di “Campo alla Volta” (1690 ca.), dopo il concordato del 1780 essa fu trasformata, nel 1786, in pontificia Prefettura delle Acque mantenendo la sede in Città della Pieve presso l’odierno municipio. Dopo il trattato del 26 agosto 1780 siglato tra i due Stati in S. Agostino a Città della Pieve, essa coordinava non più il mantenimento delle dighe bensì le attività di bonifica per le quali fu anzitutto demolito centralmente il Muro Grosso – ed ivi inserito un ponte a schiena d’asino nel 1789 – nonché rimosse le cataratte nel Callone Pontificio, presso il "taglio delle cannucce" nel Campo alla Volta. Dopo l’ultimo concordato del 1820 essa fu trasformata, nel 1833, in Consorzio Idraulico di Città della Pieve. Nel 1929 ne fu trasferita la sede in Chiusi scalo, poco più a valle del “Grotton grosso” (argine di separazione). Nel 1935 tale ente prese il nome di Consorzio di Bonifica per la Val di Chiana Romana e la val di Paglia il quale, nel 1937, demolì la struttura fuori terra del Muro Grosso sostituendola con un ponte in cemento armato di analoga quota (235 m.s.l.v.). Esso fu abbattuto dalle truppe tedesche durante la ritirata, poi ricostruito nel dopoguerra dal Consorzio nel 1948 e, infine, fu oggetto di ulteriori interventi nel 1988. Tutt'oggi nella parte meridionale della Val di Tresa (afferente al bacino idrografico dell'Arno e inglobante una porzione dei comuni di Castiglione del Lago, Panicale, Paciano e Città della Pieve), in Val di Chiana romana (comprendente una parte del territorio comunale di Città della Pieve, la Val di Chiana ternana e una parte della Val di Chiana senese [porzioni dei comuni di Pienza, Montepulciano, Chianciano Terme, Sarteano, Chiusi, Cetona e San Casciano dei Bagni]) e in Val di Paglia nel bacino idrografico del Tevere opera il Consorzio di bonifica per la Val di Chiana romana e la Val di Paglia.

### La Valdichiana da Napoleone all'Unità d'Italia

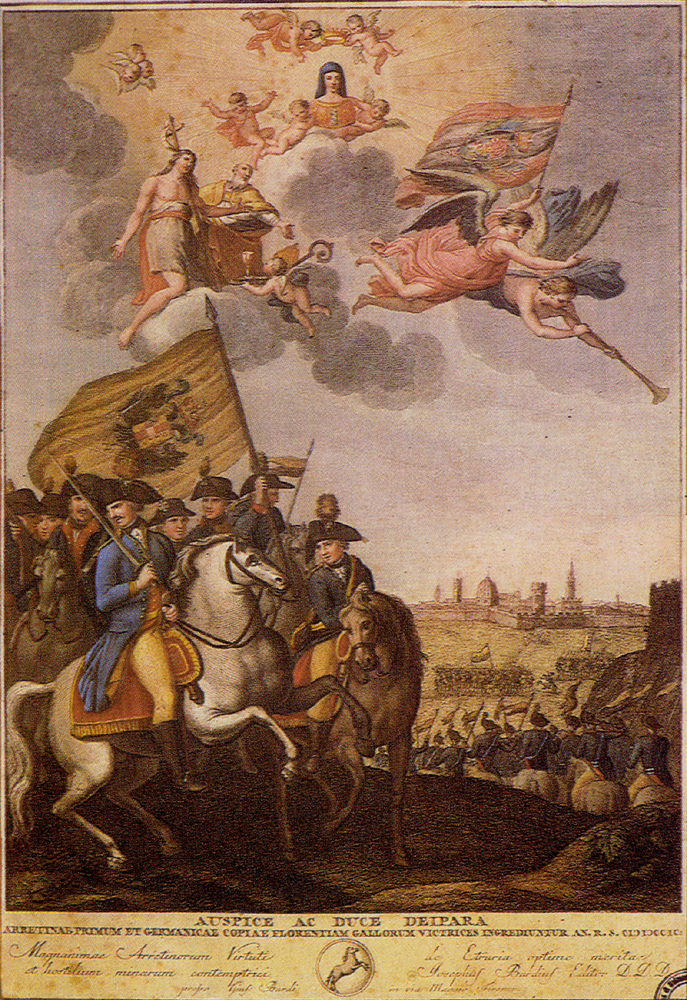
Le truppe del Viva Maria in una stampa di fine Settecento

La Campagna d'Italia condotta da Napoleone nel 1796 condusse all'occupazione francese degli Stati pre-unitari, inclusi il Granducato di Toscana e lo Stato pontificio. In Val di Chiana toscana, all'epoca, fervevano i lavori per la bonifica, cosa alla quale i francesi non si opposero. Lo stesso Napoleone rimase fortemente colpito dall'ingegno del Fossombroni, al punto che giunse ad esclamare: «Peccato, un sì grande ministro per un sì piccolo Stato!».
Nel 1799 la Val di Chiana aretina fu al centro del moto anti-francese ribattezzato Viva Maria, che per un breve periodo liberò gli abitati dell'aretino, giungendo perfino a Siena e a Firenze. Il Viva Maria non fu peraltro privo di eccessi: a Monte San Savino, ove risiedeva la più numerosa comunità ebraica chianina, gli ebrei furono scacciati e non avrebbero mai più fatto ritorno. La storia ricorda come i francesi, dopo la vittoria a Marengo (14 giugno 1800), ripresero il controllo dell'Italia fino al 1814.
Dell'epoca sotto la dominazione francese è rimasto un lascito, tutt'oggi molto evidente, nella parlata aretina e della Val di Chiana aretina (ancora oggi diffusa nel Cortonese). Un'espressione qui molto utilizzata nel linguaggio comune è la parola «Alò», generalmente pronunciata a inizio frase e derivante dal francese «Allons» (cioè "andiamo", prima persona plurale del presente indicativo del verbo andare).
Con la Restaurazione vennero ricostituiti il Granducato di Toscana e lo Stato pontificio. Sotto entrambi furono ultimati i lavori di bonifica della Val di Chiana. La qualità della vita in quegli anni migliorava progressivamente per gli abitanti della Val di Chiana toscana, che nel frattempo parteciparono al plebiscito con cui, il 15 marzo 1860, la Toscana fu annessa al Regno di Sardegna e successivamente al Regno d'Italia. Il 4 novembre dello stesso anno, un analogo referendum si tenne anche in Umbria: l'esito fu identico a quanto avvenuto in Toscana e da allora anche la Val di Chiana romana legò la sua storia a quella d'Italia.

### La ripresa economica e la Seconda Guerra Mondiale

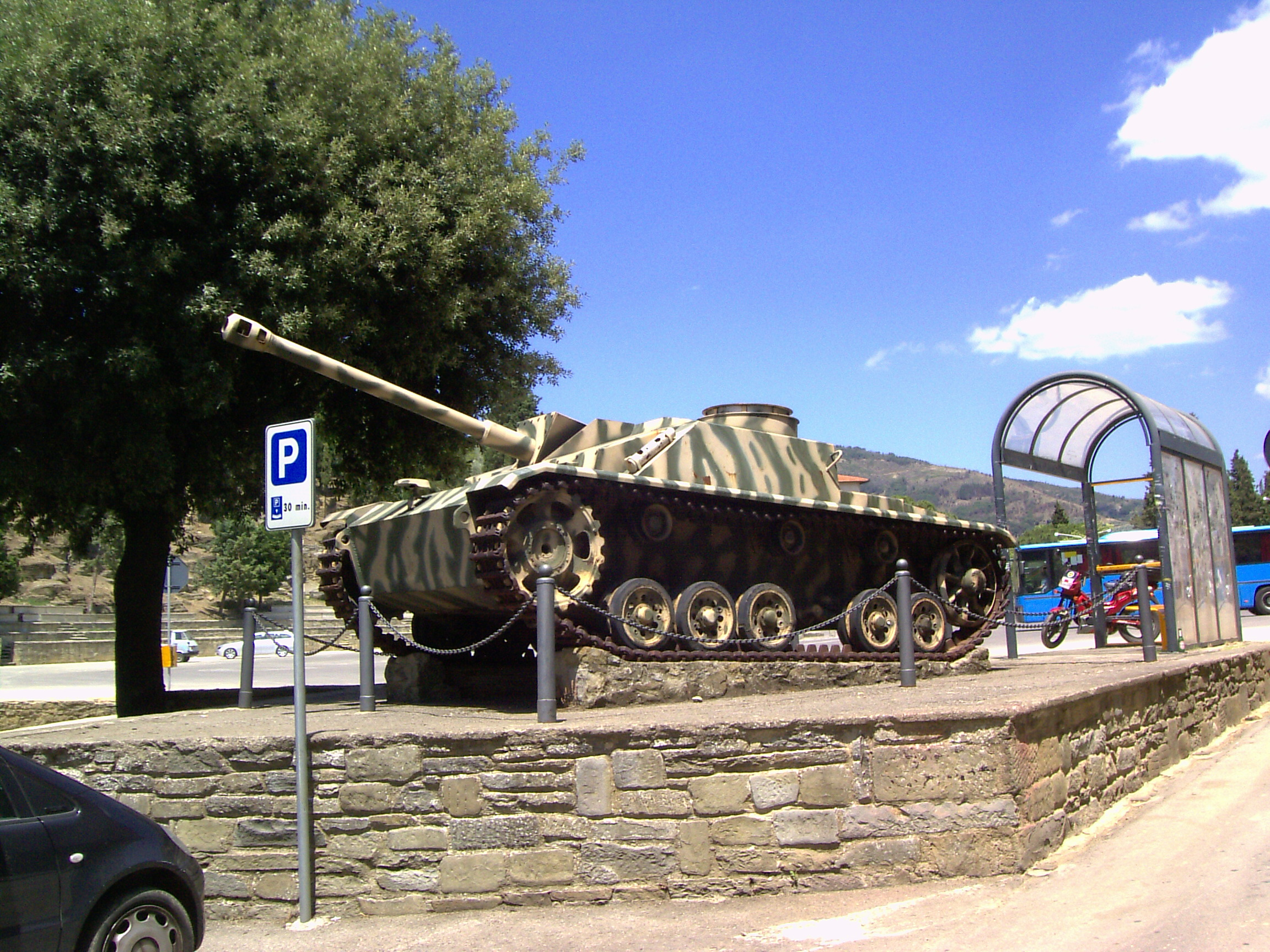
Uno Sturmgeschütz III Ausf. G tedesco esposto in Piazzale Garibaldi a Castiglion Fiorentino

Gli anni successivi all'Unità d'Italia comportarono un definitivo miglioramento delle condizioni di vita dei chianini. Le terre, tornate fertili, furono intensamente coltivate o dedicate all'allevamento animale, di regola con il metodo della mezzadria. Ciò permise l'afflusso dai centri circostanti di numerosi contadini e la valle si ripopolò nel giro di pochi decenni.
Dopo aver conosciuto un breve periodo di brigantaggio (piuttosto comune nelle campagne italiane del tempo), durante il quale si affermò la fama del locale bandito Gnicche, la Val di Chiana si avviò definitivamente verso la normalità.
Questa fu però sconvolta dal passaggio del fronte bellico durante la seconda guerra mondiale. Ai numerosi militari provenienti dai centri chianini, caduti nelle battaglie cui presero parte le divisioni italiane, e a quelli stranieri morti nei locali scontri a fuoco tra i tedeschi e gli alleati (a Foiano della Chiana e ad Indicatore, presso Arezzo, sorgono tutt'oggi due cimiteri militari dell'esercito britannico), si aggiunsero molte vittime civili.
Sotto tale aspetto la Val di Chiana fu sconvolta da almeno tre drammatici episodi meritevoli di essere citati.
Il 27 giugno 1944 a Falzano, località del comune di Cortona, un gruppo di soldati tedeschi operò una feroce rappresaglia in risposta all'uccisione di 2 loro camerati (e al ferimento di un terzo) avvenuta il giorno prima da parte dei partigiani. Furono uccisi 10 civili, alcuni dei quali fatti saltare con dell'esplosivo dopo essere stati rinchiusi nelle rovine di una casa bruciata il giorno prima. Il tenente della Wehrmacht Josef Scheungraber è stato riconosciuto colpevole del massacro e conseguentemente condannato all'ergastolo dal tribunale di Monaco di Baviera con una sentenza emessa il 10 agosto 2009, a 65 anni dalla strage; la sentenza di condanna tedesca segue quella precedentemente emessa dal Tribunale militare di La Spezia nel 2006

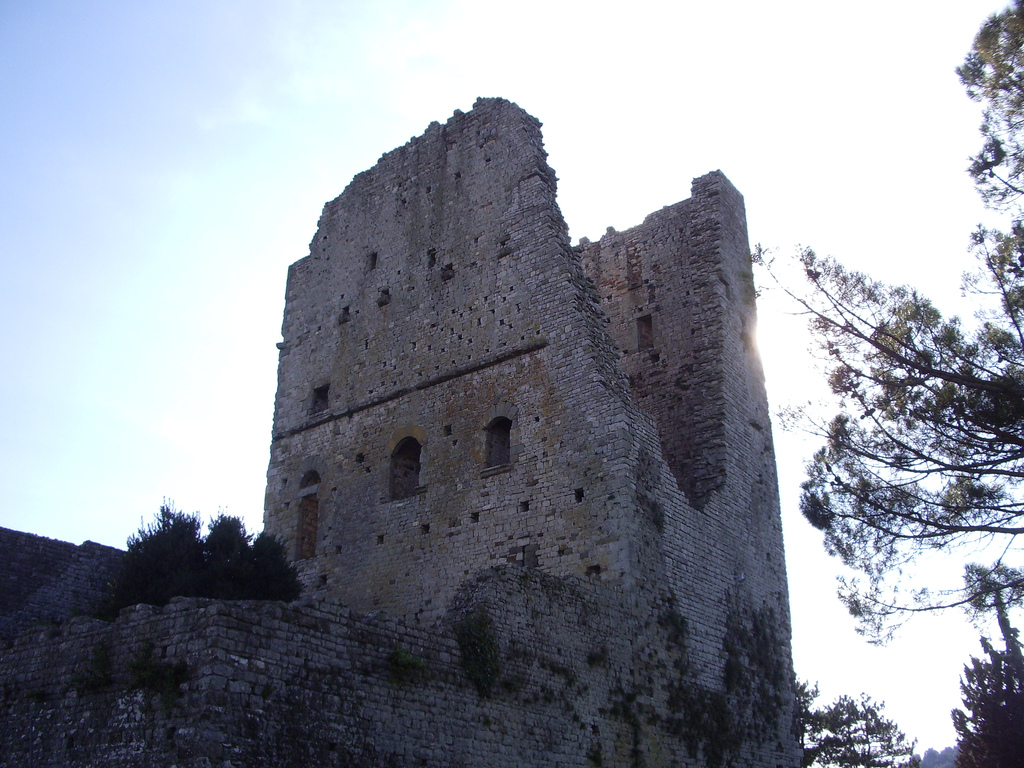
La rocca longobarda di Civitella in Val di Chiana, distrutta durante un bombardamento alleato e mai ricostruita

Due giorni dopo, il 29 giugno, i militari tedeschi della divisione "Hermann Göring", stanziati a Civitella in Val di Chiana trucidarono 244 civili. Anche in tal caso l'efferata azione venne effettuata in risposta all'uccisione di 3 giovani soldati della Wehrmacht, da parte dei partigiani in un'osteria del centro chianino.
Di lì a poco, il 14 luglio, i soldati tedeschi si resero protagonisti di un'altra barbarie. Dopo aver liberato alcuni commilitoni catturati dai partigiani, operarono un rastrellamento della zona di Pietramala, località del comune di Arezzo. Numerosi civili vennero catturati e trasportati nella vicina frazione di San Polo: alcuni durante il tragitto e altri una volta arrivati a destinazione vennero uccisi (fucilati o fatti saltare con l'esplosivo); molte donne furono violentate. Fortunatamente due soldati tedeschi, mossi a compassione verso i prigionieri, permisero la fuga di alcuni di loro, evitando così di aggravare ancor di più l'elevato numero delle vittime. Queste furono in totale 65, di cui 17 partigiani: tra questi vi era anche Eugenio Calò, vice-comandante della Divisione Partigiana "Pio Borri".
Numerose furono inoltre le distruzioni (a Civitella un bombardamento alleato semidistrusse l'antica rocca longobarda in cui si erano rifugiati alcuni tedeschi) che resero assai difficile la ripresa post-bellica.
In effetti a guerra finita quasi tutti i centri della Val di Chiana subirono uno spopolamento di non poco conto, il quale si è arrestato solo con il "boom economico" degli anni sessanta. Negli anni seguenti la popolazione ha attraversato una fase di notevole incremento demografico.

## Economia

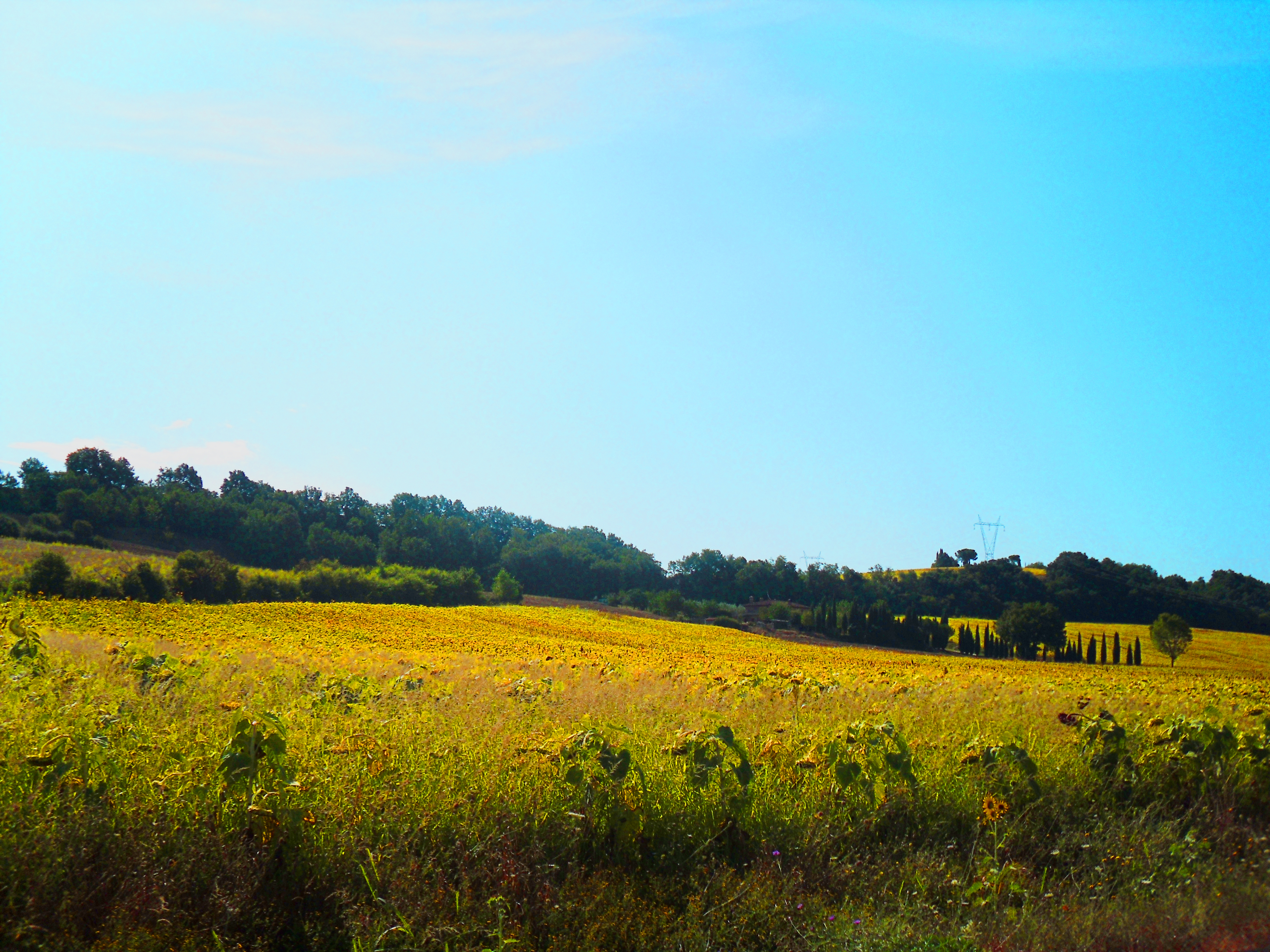
Girasoli nella Val di Chiana aretina, presso Foiano

La bonifica ha dato i suoi frutti e oggi la Val di Chiana è una delle zone agricole più fertili d'Italia. La popolazione locale è dedita in buona percentuale al settore primario (agricoltura, allevamento e attività collegate), condotto mediante aziende agricole, ma anche da parte di coltivatori diretti, possidenti di fondi più o meno estesi.
Seguono in dettaglio le principali attività economiche esercitate in Val di Chiana.

### Settore primario
La fiorente agricoltura, grazie al grande sviluppo che dalla bonifica non si è mai fermato, produce oggi elevate rese di cereali (grano, granturco, girasole, orzo), ortaggi (cavolo nero, cavolfiore, bietola toscana, cipolla rossa, lattuga delle quattro stagioni, lattuga di Sant'Anna, pomodoro bistecca, pomodoro cuore di bue, pomodoro a grappolo, zucchina tonda, fagiolo dall'occhio, fagiolo romano) e frutta (specie la mela e la pesca). Sono presenti anche alcuni prodotti caratteristici della zona, come ad esempio l'Aglione della Valdichiana, in passato a rischio di estinzione, ma oggi tutelato da un consorzio specifico e da un presidio Slow Food.
L'allevamento è diffuso a livello suino, bovino, ovino (cui si lega la produzione del pecorino toscano) e del pollame. Recentemente nella località di Manciano La Misericordia (comune di Castiglion Fiorentino) sono stati impiantati persino allevamenti di struzzi.
Tuttavia una serie di prodotti tipici e rinomati meritano una particolare citazione.

#### Vino

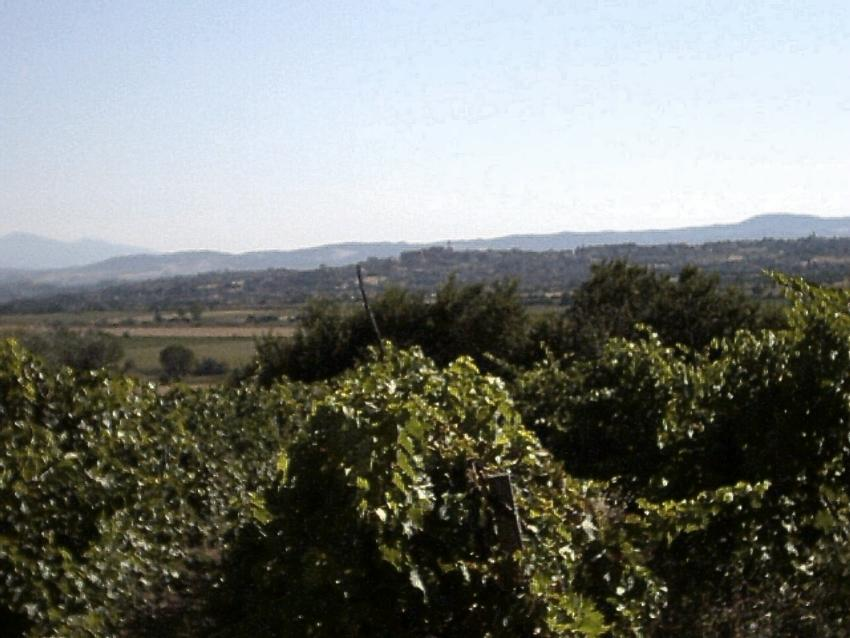
Viti di Bianco Vergine della Val di Chiana nelle campagne di Brolio, nella Val di Chiana Aretina

La Val di Chiana è terra di vini pregiati (bianchi e rossi) fin dall'epoca etrusca. Parti della Val di Chiana settentrionale sono ricomprese nelle vie del Chianti, mentre nel resto della valle diffusa è la produzione del Bianco Vergine della Valdichiana, uno dei vini bianchi più apprezzati in Italia e nel mondo. La produzione avviene per lo più a mezzo dei locali viticoltori, i quali, dopo la vendemmia, trasportano la propria uva presso cantine sociali o consorzi.
Seguono in dettaglio i principali vini chianini con la relativa etichetta.
| Vino                                 | etichetta |
| ------------------------------------ | --------- |
| Bianco Vergine della Valdichiana     | D.O.C.    |
| Valdichiana Bianco Vergine Frizzante | D.O.C.    |
| Valdichiana Chardonnay               | D.O.C.    |
| Valdichiana Grechetto                | D.O.C.    |
| Valdichiana Sangiovese               | D.O.C.    |
| Valdichiana Vin Santo                | D.O.C.    |
| Valdichiana Vin Santo riserva        | D.O.C.    |
| Valdichiana rosato                   | D.O.C.    |
| Valdichiana rosso                    | D.O.C.    |
| Valdichiana spumante                 | D.O.C.    |
| Chianti Colli Aretini                | D.O.C.G.  |
| Colli dell'Etruria Centrale          | D.O.C.    |
| Colli della Toscana Centrale         | I.G.T.    |
| Cortona                              | D.O.C.    |
| Rosso di Montepulciano               | D.O.C.    |
| Vin Santo di Montepulciano           | D.O.C.    |
| Toscano                              | I.G.T.    |
| Vino Nobile di Montepulciano         | D.O.C.G.  |

#### Olio d'oliva

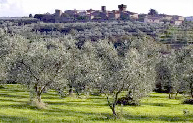
Olivi nella Val di Chiana senese, presso il borgo di Rigomagno

La salubrità del clima, la ricchezza nutrizionale della terra e il paesaggio tipicamente collinare hanno reso la Val di Chiana patria di ottimi olii d'oliva. Anche in tal caso la produzione avviene per lo più mediante la produzione dei coltivatori diretti, che a raccolta terminata portano la propria resa presso frantoi.
Il principale olio chianino è il Colline di Arezzo, il quale è una Menzione Geografica Aggiuntiva del Toscano. Quest'ultimo in sé si fregia dell'IGP (D.M. del Ministero delle politiche agricole alimentari e forestali del 21 luglio 1998) e può anche essere accompagnato da una menzione geografica aggiuntiva se rispondente alle condizioni e ai requisiti del disciplinare di produzione (come appunto "Colline di Arezzo", ma anche "Colline Senesi", "Montalbano", "Seggiano", "Colline di Firenze", "Colline della Lunigiana", "Colline Lucchesi", "Monti Pisani").
Il Toscano - Colline di Arezzo è un olio dal colore verde intenso con tonalità tendenti al giallo verdognolo, profumo fruttato intenso e dal sapore piccante e leggermente amaro che con il tempo si attenua, nonché un retrogusto persistente.

#### Chianina

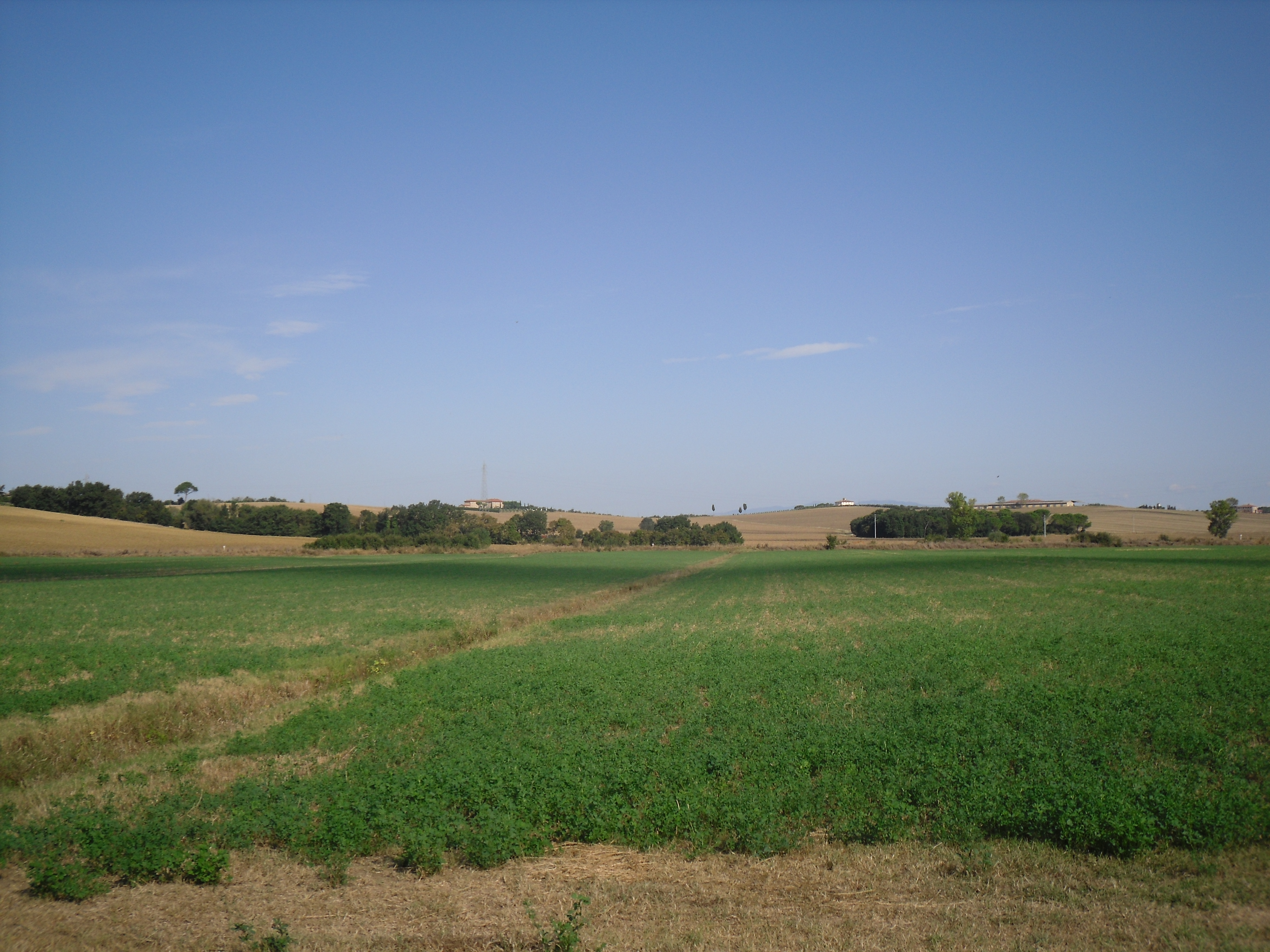
Coltivazione di erba medica a Brolio

La Val di Chiana è terra d'origine della celebre "chianina", razza bovina rinomata (e oggi allevata) praticamente in tutto il mondo. Un tempo utilizzati prevalentemente per il lavoro nei campi, data la notevole stazza fisica (i maschi possono arrivare fino a 190 cm di altezza (al garrese) e a 17 quintali di peso), oggi i bovini di razza chianina sono assai apprezzati per lo più per la loro carne

#### Miele
Il rinomato miele locale è oggi raramente prodotto da apicoltori professionisti: di regola sono le famiglie residenti nelle aree di campagna a possedere arnie popolate da api, il cui miele viene anche venduto.
L'origine vegetale del miele chianino (cioè il tipo di fiore del cui nettare le api si nutrono) deriva principalmente da acacia, girasole, lupinella e, quello più pregiato, corbezzolo. Altrimenti si produce il semplice miele millefiori.

### Settore secondario
Il sopra citato "boom economico" degli anni sessanta ha portato alla nascita e allo sviluppo di centri industriali negli abitati della Val di Chiana. Se è vero che, se si eccettua Arezzo, gli altri restano centri preponderantemente agricoli, meritano comunque di menzione le principali tipologie di industrie impiantate. La presenza di una terra fertilissima ha ovviamente stimolato la nascita di industrie alimentari (pastifici, pollifici, confetturifici e un grande zuccherificio, chiuso tuttavia nel 2005 e destinato a diventare una centrale elettrica a biomasse). Sviluppato anche il settore tessile, quello dell'edilizia (negli ultimi anni il ritorno alla campagna ha fortemente condizionato ampie aree della Val di Chiana) e l'oreficeria.
A livello artigianale va citata la produzione della ceramica (rinomate quelle di Brolio e di Marciano).

### Settore terziario

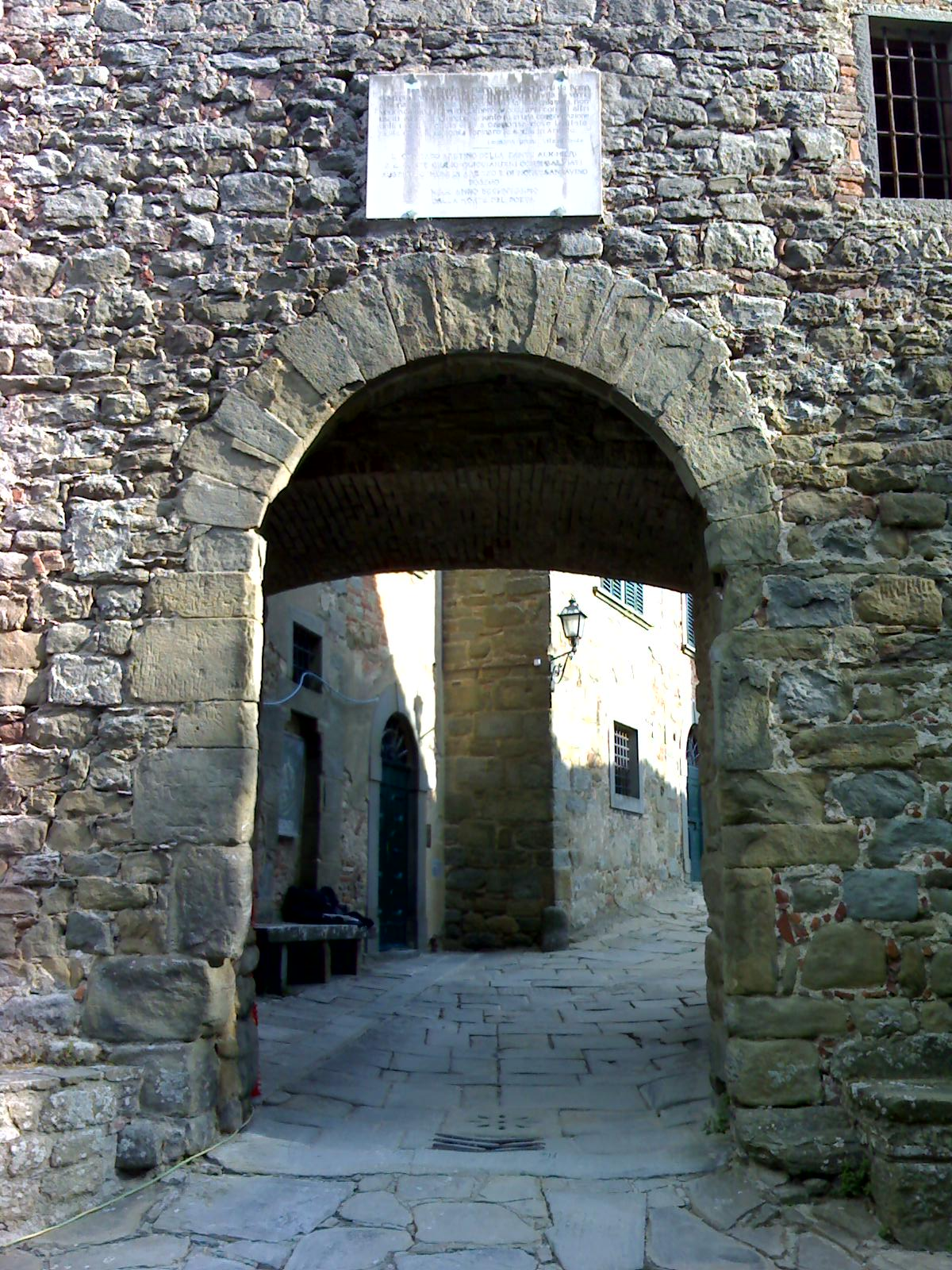
Gargonza - La porta d'ingresso nel borgo

Negli ultimi anni la Val di Chiana sta crescendo notevolmente quanto a presenze turistiche. Se già il turismo coinvolge da tempo Arezzo e gli stessi borghi di Cortona, Chiusi e Montepulciano, l'interesse storico-artistico presentato da molti altri centri locali (non solo capoluoghi di comune) si è spostato anche su nuove mete. Notevole è infatti il recente afflusso turistico a Castiglion Fiorentino, Lucignano, Foiano della Chiana, Monte San Savino (e nel suo comune il celebre castello di Gargonza), San Casciano dei Bagni, Castiglione del Lago, Sinalunga, Trequanda, Torrita di Siena, Città della Pieve e Monteleone d'Orvieto, che si è tradotto in un notevole aumento degli stabilimenti alberghieri. Tra l'altro Castiglion Fiorentino, Lucignano, Montefollonico (nel comune di Torrita di Siena), Montepulciano, Trequanda, Città della Pieve e San Casciano dei Bagni sono state insignite della bandiera arancione dal Touring Club Italiano.
Il turismo si proietta però anche verso la campagna in sé. Numerosi sono così coloro che decidono di passare una o più giornate all'aperto muovendosi a piedi (trekking), a cavallo (ippo-trekking) e in mountain bike. Inevitabile inoltre lo sviluppo degli agriturismi, divenuti numerosissimi in tutta la Val di Chiana. Nelle strutture agrituristiche chianine vengono svolte attività di vario genere: didattiche, sportive, agresti, culturali o ricreative. Il tutto al fine di cogliere quella specificità del territorio (enogastronomia, storia, artigianato, natura, arte, archeologia) che da secoli contraddistingue la Val di Chiana.

## Folclore

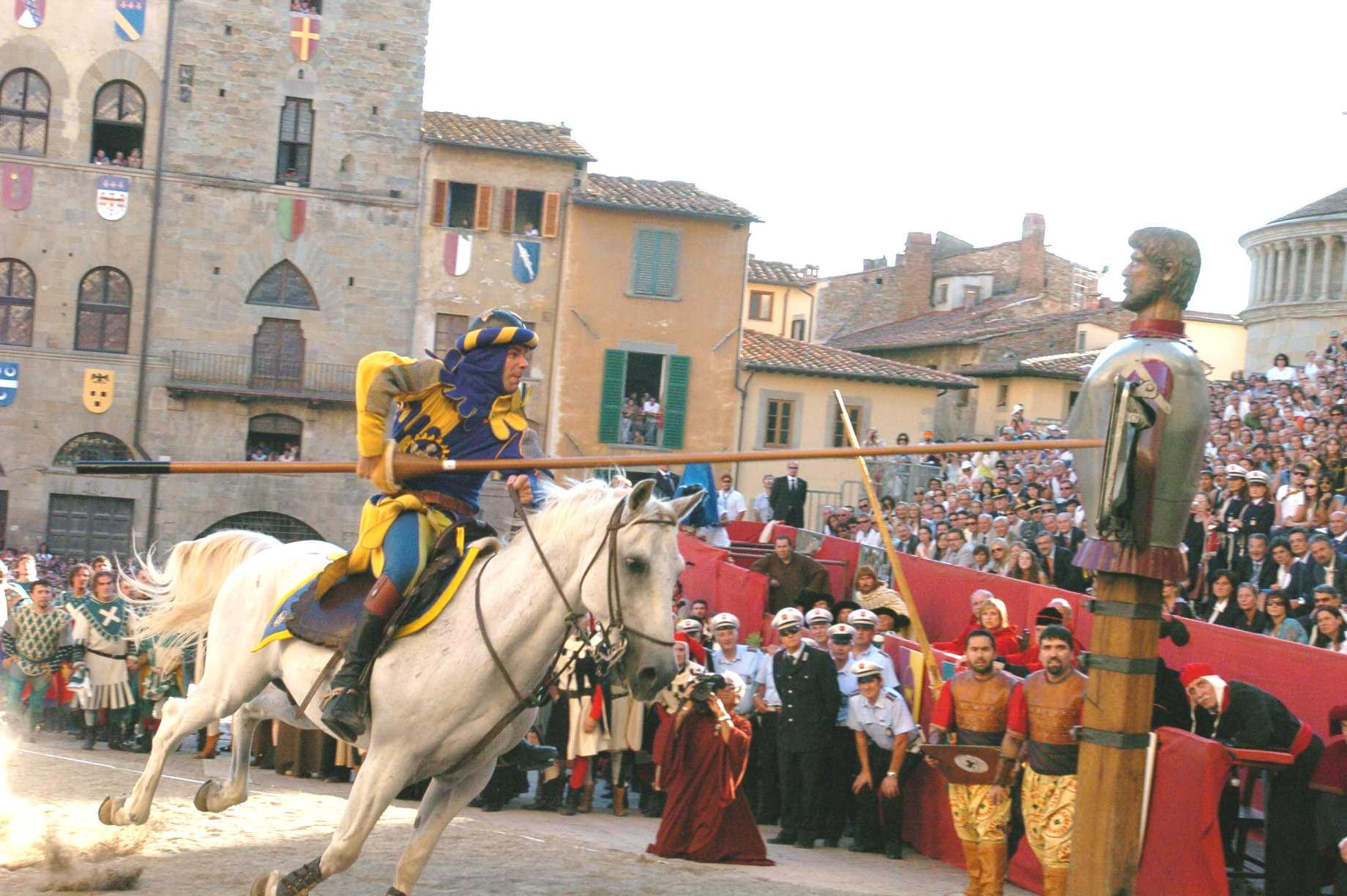
Giostra del Saracino di Arezzo

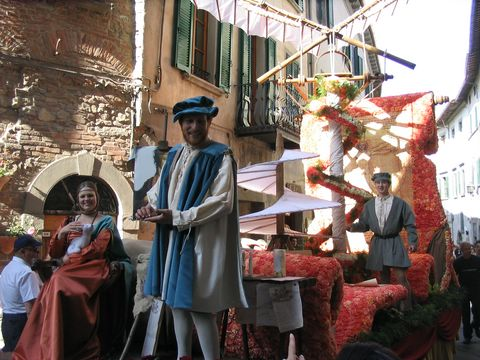
Maggiolata di Lucignano

La Val di Chiana è terra di antiche tradizioni e nei suoi centri abitati si trovano diverse manifestazioni folcloristiche e rievocazioni storiche, che trovano la partecipazione di buona parte della popolazione. Tra le principali si ricordano:
- la Giostra del Saracino di Arezzo;
- il Palio dei Rioni di Castiglion Fiorentino;
- la notte del Conte Baldovino di Monte San Savino;
- la Maggiolata di Lucignano;
- il Carnevale di Foiano della Chiana;
- la Rievocazione Storica della Battaglia di Scannagallo di Pozzo della Chiana (comune di Foiano della Chiana);
- la Giostra dell'Archidado di Cortona;
- La Carriera di San Martino di Sinalunga;
- la Giostra del Saracino di Sarteano;
- il Palio dei somari di Torrita di Siena;
- il Palio della Rivalsa di Bettolle (comune di Sinalunga);
- il Palio delle rocche di Guazzino (comune di Sinalunga);
- il Bravìo delle Botti di Montepulciano;
- il Palio dei Somari di Montepulciano Stazione;
- il Palio dei carretti di Valiano (comune di Montepulciano);
- la Giostra del Giglio di Monteleone d'Orvieto;
- il Palio dei terzieri di Città della Pieve;
- il Tiro della Biga di Tuoro sul Trasimeno;
- il Bruscello Poliziano a Montepulciano;
- la compagnia di teatro popolare "il Giogo" di Montagnano;
- i Ruzzi della Conca a Chiusi Scalo.